# Magyarország a 2016. évi nyári olimpiai játékokon
Magyarország a brazíliai Rio de Janeiróban megrendezett 2016. évi nyári olimpiai játékok egyik részt vevő nemzete volt. Az országot az olimpián 20 sportágban 156 sportoló képviselte, akik összesen 15 érmet szereztek.

## Érmesek
| Érem  | Versenyző                                                        | Sportág    | Versenyszám             | Dátum         |
| ----- | ---------------------------------------------------------------- | ---------- | ----------------------- | ------------- |
| Arany | Kozák Danuta                                                     | Kajak-kenu | Női kajak egyes 500 m   | augusztus 18. |
| Arany | Kozák Danuta Szabó Gabriella                                     | Kajak-kenu | Női kajak kettes 500 m  | augusztus 16. |
| Arany | Csipes Tamara Fazekas-Zur Krisztina Kozák Danuta Szabó Gabriella | Kajak-kenu | Női kajak négyes 500 m  | augusztus 20. |
| Arany | Hosszú Katinka                                                   | Úszás      | Női 100 m hát           | augusztus 8.  |
| Arany | Hosszú Katinka                                                   | Úszás      | Női 200 m vegyes        | augusztus 9.  |
| Arany | Hosszú Katinka                                                   | Úszás      | Női 400 m vegyes        | augusztus 6.  |
| Arany | Szilágyi Áron                                                    | Vívás      | Férfi egyéni kard       | augusztus 10. |
| Arany | Szász Emese                                                      | Vívás      | Női egyéni párbajtőr    | augusztus 6.  |
| Ezüst | Cseh László                                                      | Úszás      | Férfi 100 m pillangó    | augusztus 12. |
| Ezüst | Hosszú Katinka                                                   | Úszás      | Női 200 m hát           | augusztus 12. |
| Ezüst | Imre Géza                                                        | Vívás      | Férfi párbajtőr, egyéni | augusztus 9.  |
| Bronz | Márton Anita                                                     | Atlétika   | Női súlylökés           | augusztus 12. |
| Bronz | Kenderesi Tamás                                                  | Úszás      | Férfi 200 m pillangó    | augusztus 9.  |
| Bronz | Kapás Boglárka                                                   | Úszás      | Női 800 m gyors         | augusztus 12. |
| Bronz | Boczkó Gábor Imre Géza Rédli András Somfai Péter                 | Vívás      | Férfi párbajtőr, csapat | augusztus 14. |

| Sport         |   |   |   | Összesen |
| Asztalitenisz | 0 | 0 | 0 | 0        |
| Atlétika      | 0 | 0 | 1 | 1        |
| Birkózás      | 0 | 0 | 0 | 0        |
| Cselgáncs     | 0 | 0 | 0 | 0        |
| Evezés        | 0 | 0 | 0 | 0        |
| Kajak-kenu    | 3 | 0 | 0 | 3        |
| Kerékpározás  | 0 | 0 | 0 | 0        |
| Műugrás       | 0 | 0 | 0 | 0        |
| Ökölvívás     | 0 | 0 | 0 | 0        |
| Öttusa        | 0 | 0 | 0 | 0        |
| Sportlövészet | 0 | 0 | 0 | 0        |
| Súlyemelés    | 0 | 0 | 0 | 0        |
| Tenisz        | 0 | 0 | 0 | 0        |
| Tollaslabda   | 0 | 0 | 0 | 0        |
| Torna         | 0 | 0 | 0 | 0        |
| Triatlon      | 0 | 0 | 0 | 0        |
| Úszás         | 3 | 2 | 2 | 7        |
| Vitorlázás    | 0 | 0 | 0 | 0        |
| Vívás         | 2 | 1 | 1 | 4        |
| Vízilabda     | 0 | 0 | 0 | 0        |
| Összesen      | 8 | 3 | 4 | 15       |

| Naponként | Naponként     | Naponként | Naponként | Naponként | Naponként | Naponként |
| --------- | ------------- | --------- | --------- | --------- | --------- | --------- |
| Nap       | Dátum         |           |           |           | Összesen  |           |
| 1. nap    | augusztus 5.  | —         | —         | —         | —         |           |
| 2. nap    | augusztus 6.  | 2         | 0         | 0         | 2         |           |
| 3. nap    | augusztus 7.  | 0         | 0         | 0         | 0         |           |
| 4. nap    | augusztus 8.  | 1         | 0         | 0         | 1         |           |
| 5. nap    | augusztus 9.  | 1         | 1         | 1         | 3         |           |
| 6. nap    | augusztus 10. | 1         | 0         | 0         | 1         |           |
| 7. nap    | augusztus 11. | 0         | 0         | 0         | 0         |           |
| 8. nap    | augusztus 12. | 0         | 2         | 2         | 4         |           |
| 9. nap    | augusztus 13. | 0         | 0         | 0         | 0         |           |
| 10. nap   | augusztus 14. | 0         | 0         | 1         | 1         |           |
| 11. nap   | augusztus 15. | 0         | 0         | 0         | 0         |           |
| 12. nap   | augusztus 16. | 1         | 0         | 0         | 1         |           |
| 13. nap   | augusztus 17. | 0         | 0         | 0         | 0         |           |
| 14. nap   | augusztus 18. | 1         | 0         | 0         | 1         |           |
| 15. nap   | augusztus 19. | 0         | 0         | 0         | 0         |           |
| 16. nap   | augusztus 20. | 1         | 0         | 0         | 1         |           |
| 17. nap   | augusztus 21. | 0         | 0         | 0         | 0         |           |
| Összesen  |               | 8         | 3         | 4         | 15        |           |

## További magyar pontszerzők

### 4. helyezettek
| Név | Sportág    | Versenyszám        | Dátum         |
| --- | ---------- | ------------------ | ------------- |
| Tótka Sándor Molnár Péter | Kajak-kenu | Kajak kettes 200 m | augusztus 18. |
| Vasbányai Henrik Mike Róbert | Kajak-kenu | Kenu kettes 1000 m | augusztus 20. |
| Kapás Boglárka | Úszás      | Női 400 m gyors    | augusztus 7.  |
| Antal Dóra Bujka Barbara Czigány Dóra Csabai Dóra Gangl Edina Garda Krisztina Illés Anna Kasó Orsolya Keszthelyi Rita Kisteleki Hanna Szűcs Gabriella Takács Orsolya Tóth Ildikó | Vízilabda  | Női                | augusztus 19. |

### 5. helyezettek
| Név | Sportág       | Versenyszám              | Dátum         |
| --- | ------------- | ------------------------ | ------------- |
| Bácsi Péter | Birkózás      | Férfi kötöttfogás, 75 kg | augusztus 14. |
| Lőrincz Viktor | Birkózás      | Férfi kötöttfogás, 85 kg | augusztus 15. |
| Ungvári Miklós | Cselgáncs     | Könnyűsúly               | augusztus 8.  |
| Sidi Péter | Sportlövészet | Férfi légpuska           | augusztus 8.  |
| Decker Attila Decker Ádám Erdélyi Balázs Hárai Balázs Hosnyánszky Norbert Kis Gábor Manhercz Krisztián Nagy Viktor Szivós Márton Vámos Márton Varga Dániel Varga Dénes Zalánki Gergő | Vízilabda     | Férfi                    | augusztus 20. |

### 6. helyezettek
| Név                                                                          | Sportág | Versenyszám         | Dátum         |
| ---------------------------------------------------------------------------- | ------- | ------------------- | ------------- |
| Hosszú Katinka Jakabos Zsuzsanna Kapás Boglárka Késely Ajna Verrasztó Evelyn | Úszás   | Női 4 × 200 m gyors | augusztus 10. |

## Eredményesség sportáganként
Az egyes sportágak eredményessége, illetve az induló versenyzők száma a következő (zárójelben a magyar indulókkal rendezett versenyszámok száma, kiemelve az egyes oszlopokban előforduló legmagasabb érték, vagy értékek):
| Sportág, szakág   | Helyezések száma | Helyezések száma | Helyezések száma | Helyezések száma | Helyezések száma | Helyezések száma | Olimpiai pont | Indulók száma | Indulók száma | Indulók száma |
| Sportág, szakág   |                  |                  |                  | 4.               | 5.               | 6.               | Olimpiai pont | Férfi         | Nő            | Össz.         |
| asztalitenisz (2) | 0                | 0                | 0                | 0                | 0                | 0                | 0             | 1             | 2             | 3             |
| atlétika (11)     | 0                | 0                | 1                | 0                | 0                | 0                | 4             | 9             | 10            | 19            |
| birkózás (8)      | 0                | 0                | 0                | 0                | 2                | 0                | 4             | 6             | 2             | 8             |
| cselgáncs (8)     | 0                | 0                | 0                | 0                | 1                | 0                | 2             | 5             | 3             | 8             |
| evezés (2)        | 0                | 0                | 0                | 0                | 0                | 0                | 0             | 3             | 0             | 3             |
| kajak-kenu (12)   | 3                | 0                | 0                | 2                | 0                | 0                | 27            | 10            | 5             | 15            |
| kerékpározás (1)  | 0                | 0                | 0                | 0                | 0                | 0                | 0             | 1             | 0             | 1             |
| műugrás (1)       | 0                | 0                | 0                | 0                | 0                | 0                | 0             | 0             | 1             | 1             |
| ökölvívás (2)     | 0                | 0                | 0                | 0                | 0                | 0                | 0             | 2             | 0             | 2             |
| öttusa (2)        | 0                | 0                | 0                | 0                | 0                | 0                | 0             | 2             | 2             | 4             |
| sportlövészet (9) | 0                | 0                | 0                | 0                | 1                | 0                | 2             | 4             | 4             | 8             |
| súlyemelés (1)    | 0                | 0                | 0                | 0                | 0                | 0                | 0             | 1             | 0             | 1             |
| tenisz (2)        | 0                | 0                | 0                | 0                | 0                | 0                | 0             | 0             | 2             | 2             |
| tollaslabda (1)   | 0                | 0                | 0                | 0                | 0                | 0                | 0             | 0             | 1             | 1             |
| torna (3)         | 0                | 0                | 0                | 0                | 0                | 0                | 0             | 1             | 1             | 2             |
| triatlon (2)      | 0                | 0                | 0                | 0                | 0                | 0                | 0             | 2             | 2             | 4             |
| úszás (31)        | 3                | 2                | 2                | 1                | 0                | 1                | 43            | 21            | 12            | 33            |
| vitorlázás (5)    | 0                | 0                | 0                | 0                | 0                | 0                | 0             | 3             | 2             | 5             |
| vívás (6)         | 2                | 1                | 1                | 0                | 0                | 0                | 23            | 6             | 4             | 10            |
| vízilabda (2)     | 0                | 0                | 0                | 1                | 1                | 0                | 5             | 13            | 13            | 26            |
|                   |                  |                  |                  |                  |                  |                  |               |               |               |               |
| Összesen          | 8                | 3                | 4                | 4                | 5                | 1                | 110           | 90            | 66            | 156           |

Az olimpiai pontok számát az alábbiak szerint lehet kiszámolni: 1. hely – 7 pont, 2. hely – 5 pont, 3. hely – 4 pont, 4. hely – 3 pont, 5. hely – 2 pont, 6. hely – 1 pont.

## Előzmények
A Magyar Olimpiai Bizottság (MOB) 2014. április 28-ai közgyűlésén elfogadták a 2016. évi olimpiai játékokra való felkészülés programját és irányelveit. Utóbbi alapján előzetesen úgy kalkuláltak, hogy Magyarországot 211–232 sportoló képviselheti a világeseményen, ha minden sportágban optimálisan alakul a kvótaszerzés.
2014 júniusában Szabó Bence, a MOB főtitkára az érintett sportági szakszövetségekkel folytatott megbeszélésen a 2016-os olimpiát a MOB kiemelt projektjének nevezte. A sportvezető elmondta, hogy mintegy 150-200 magyarországi versenyző kvalifikációját tartaná elképzelhetőnek, és célként azt nevezte meg, hogy Magyarország bekerüljön az első tíz helyezett közé az olimpiai éremtáblázaton.
Augusztusban Fábián László olimpiai bajnok öttusázó, a bizottság sportigazgatója azt nyilatkozta, hogy szeretnék, ha minél több sportágban lennének magyar résztvevők, és elmondta, hogy „20-23 sportág nagyon szép volna, az majdnem 150 sportolót jelentene, ami bizonyítaná Magyarország sporterejét”. Ugyanakkor megjegyezte, hogy „ha a húsz feletti sportágszámot tudjuk hozni, már az is nagy siker”. Fábián úgy fogalmazott, hogy nem tartja elérhetetlennek a londoni olimpián részt vevő magyar sportolók létszámának megismétlését, és a Londonban megrendezett előző játékokhoz képest akár még több versenyző is kvalifikálhat a brazíliai olimpiára. A sportvezető elmondta, bízik abban, hogy minél több csapatsportág képviselői utazhatnak majd Rio de Janeiróba.
2016. július 18-án a Magyar Olimpiai Bizottság elküldte a riói olimpia szervezőinek a magyar olimpiai csapat sportolóinak nevezését. A lista 21 sportág 157 (+1 tartalék) versenyzőjét tartalmazta, akik közül 65 nő és 92 férfi versenyző. A tartalék Somfay Péter vívó. Később Horváth Dávid indulását is engedélyezték, így az utazó keret 159 fős lett. Az előző olimpiára 157 sportoló utazott Magyarországról, azaz ezen az olimpián két fővel nőtt a létszám. A versenyzőket kísérő edzőkkel, sportvezetőkkel, technikai személyzettel együtt a MOB által finanszírozott utazó létszám 294 fő, akikhez a sportági szövetségek finanszírozásában még mintegy 25-30 fő csatlakozott. A sportolók és a kísérők jelentős része július 30-án indult el az olimpia színhelyére külön charter-géppel.

## Asztalitenisz
Kvótaszerzők
| Név             | Versenyszám  | Kvótaszerzés dátuma | Kvótaszerzés helye      |
| Póta Georgina   | női egyéni   | 2016. május 5.      | világranglista-helyezés |
| Pattantyús Ádám | férfi egyéni | 2016. május 21.     | világranglista-helyezés |
| Lovas Petra     | női egyéni   | 2016. június 3.     | világranglista-helyezés |

Férfi
| Versenyző       | Versenyszám | Selejtező         | 64-es főtábla                                            | 48-as főtábla                            | 32-es főtábla     | Nyolcaddöntő      | Negyeddöntő       | Elődöntő          | Döntő             | Helyezés |
| Versenyző       | Versenyszám | Ellenfél Eredmény | Ellenfél Eredmény                                        | Ellenfél Eredmény                        | Ellenfél Eredmény | Ellenfél Eredmény | Ellenfél Eredmény | Ellenfél Eredmény | Ellenfél Eredmény | Helyezés |
| --------------- | ----------- | ----------------- | -------------------------------------------------------- | ---------------------------------------- | ----------------- | ----------------- | ----------------- | ----------------- | ----------------- | -------- |
| Pattantyús Ádám | Egyes       | erőnyerő          | Kirill Geraszimenko (KAZ) · 11–9, 11–9, 7–11, 11–7, 11–9 | Li Ping (QAT) · 11–13, 3–11, 11–13, 3–11 | kiesett           | kiesett           | kiesett           | kiesett           | kiesett           | 33.      |

Női
| Versenyző     | Versenyszám | Selejtező         | 64-es főtábla                                     | 48-as főtábla                                      | 32-es főtábla                                                         | Nyolcaddöntő      | Negyeddöntő       | Elődöntő          | Döntő             | Helyezés |
| Versenyző     | Versenyszám | Ellenfél Eredmény | Ellenfél Eredmény                                 | Ellenfél Eredmény                                  | Ellenfél Eredmény                                                     | Ellenfél Eredmény | Ellenfél Eredmény | Ellenfél Eredmény | Ellenfél Eredmény | Helyezés |
| ------------- | ----------- | ----------------- | ------------------------------------------------- | -------------------------------------------------- | --------------------------------------------------------------------- | ----------------- | ----------------- | ----------------- | ----------------- | -------- |
| Lovas Petra   | Egyes       | erőnyerő          | Nadeen El-Dawlatly (EGY) · 11–6, 11–9, 11–7, 11–7 | Ri Mjongszun (PRK) · 9–11, 2–11, 11–7, 4–11, 10–12 | kiesett                                                               | kiesett           | kiesett           | kiesett           | kiesett           | 33.      |
| Póta Georgina | Egyes       | erőnyerő          | erőnyerő                                          | Mo Zhang (CAN) · 11–7, 10–12, 11–5, 11–8, 11–5     | Tou Hój-kam (Doo Hoi Kem) (HKG) · 11–8, 11–9, 12–14, 8–11, 9–11, 8–11 | kiesett           | kiesett           | kiesett           | kiesett           | 17.      |

## Atlétika
Németh Zsolt atlétaedző, a Magyar Atlétikai Szövetség szakmai alelnöke 2014 májusában elmondta, hogy tanítványa, az előző játékokon bajnoki címet szerző Pars Krisztián a címvédést tűzte ki céljául, „de már jelentkeznek a komoly kihívók, akikkel addig is kiélezett versenyeket fog vívni”.
Kvótaszerzők
| Név                      | Versenyszám              | Eredmény  | Kvótaszerzés dátuma  | Kvótaszerzés helye                                        |
| Helebrandt Máté          | férfi 20 km-es gyaloglás | 1:23:42   | 2015. április 11.    | European Athletics Race Walking Permit Meeting, Poděbrady |
| Helebrandt Máté          | férfi 50 km-es gyaloglás | 3:53:54   | 2016. március 20.    | IAAF Race Walking Challenge, Gyűgy                        |
| Srp Miklós               | férfi 50 km-es gyaloglás | 4:01:44   | 2015. március 21.    | 50 km-es gyalogló országos bajnokság, Gyűgy               |
| Papp Krisztina           | női maraton              | 2:36:59   | 2015. április 12.    | Rotterdam maraton                                         |
| Madarász Viktória        | női 20 km-es gyaloglás   | 1:31:35   | 2015. március 21.    | IAAF Race Walking Challenge, Gyűgy                        |
| Pars Krisztián           | férfi kalapácsvetés      | 78,46 m   | 2015. május 9.       | csapatbajnokság elődöntő, Szombathely                     |
| Márton Anita             | női súlylökés            | 18,94 m   | 2015. május 10.      | IAAF World Challenge, Kavaszaki                           |
| Kővágó Zoltán            | férfi diszkoszvetés      | 67,39 m   | 2015. június 17.     | Németh Pál emléknap, Szombathely                          |
| Krizsán Xénia            | női hétpróba             | 6303 pont | 2015. július 10.     | U23-as Európa-bajnokság, Tallinn                          |
| Szabó Barbara            | női magasugrás           | 194 cm    | 2015. augusztus 1.   | UTE atlétikai verseny, Budapest                           |
| Baji Balázs              | férfi 110 m gát          | 13,44     | 2015. augusztus 2.   | linzi atlétikai verseny, Linz                             |
| Zsivoczky-Farkas Györgyi | női hétpróba             | 6389 pont | 2015. augusztus 23.  | 2015-ös atlétikai világbajnokság, Peking                  |
| Csere Gáspár             | férfi maraton            | 2:16:30   | 2015. szeptember 27. | 2015-ös berlini maraton, Berlin                           |
| Staicu Simona            | női maraton              | 2:41:28   | 2015. szeptember 27. | 2015-ös berlini maraton, Berlin                           |
| Szabó Tünde              | női maraton              | 2:41:09   | 2015. október 25.    | 2015-ös frankfurti maraton, Frankfurt                     |
| Józsa Gábor              | férfi maraton            | 2:18:45   | 2015.                | 2015-ös frankfurti maraton, Frankfurt                     |
| Gyurkó Fanni             | női maraton              | 2:43:17   | 2015.                | 2015-ös londoni maraton, London                           |
| Rácz Sándor              | férfi 50 km-es gyaloglás | 4:05:03   | 2015.                | dudincei 50 km-es gyalogló bajnokság Gyűgy                |
| Venyercsán Bence         | férfi 50 km-es gyaloglás | 4:02:35   | 2016. március 20.    | IAAF Race Walking Challenge, Gyűgy                        |
| Kovács Barbara           | női 20 km-es gyaloglás   | 1:35:10   | 2016. március 20.    | IAAF Race Walking Challenge, Gyűgy                        |
| Erdélyi Zsófia           | női maraton              | 2:35:34   | 2016. április 24.    | 2016-os düsseldorfi maraton, Düsseldorf                   |
| Récsei Rita              | női 20 km-es gyaloglás   | 1:35:33   | 2016. május 1.       | 2016-os 20 km-es gyalogló országos bajnokság, Békéscsaba  |

 megjegyzés: Atlétikában egy versenyszámban maximum három fő indulhat nemzetenként, így nő maratoni futásban és férfi 50 km-es gyaloglásban az adott szövetség dönt az indulókról.
Női maratonon Erdélyi Zsófia, Papp Krisztina és Szabó Tünde a csapattagok. 1. tartalék Staicu Simona, 2. tartalék Gyurkó Fanni. Amennyiben Papp 10 000 méteren is tud olimpiai szintet futni, akkor maratonon az 1. tartalék indulhat helyette. A két tartalék végül nem került be az utazó keretbe.
Férfi gyaloglásban Helebrandt indul 20 kilométeren. Srp Miklós, Venyercsán Bence és Rácz Sándor 50 kilométeren.
Férfi
| Versenyző        | Versenyszám     | Előfutam | Előfutam | Előfutam | Elődöntő | Elődöntő | Elődöntő | Döntő         | Döntő         |
| Versenyző        | Versenyszám     | Idő      | Hely.    | Össz.    | Idő      | Hely.    | Össz.    | Idő           | Helyezés      |
| ---------------- | --------------- | -------- | -------- | -------- | -------- | -------- | -------- | ------------- | ------------- |
| Baji Balázs      | 110 m gát       | 13,52    | 2.       | 12.*     | 13,52    | 4.       | 15.      | kiesett       | kiesett       |
| Csere Gáspár     | Maraton         |          |          |          |          |          |          | 2:28:23       | 109.          |
| Józsa Gábor      | Maraton         |          |          |          |          |          |          | 2:23:22       | 87.           |
| Helebrandt Máté  | 20 km gyaloglás |          |          |          |          |          |          | 1:22:31       | 28.           |
| Rácz Sándor      | 50 km gyaloglás |          |          |          |          |          |          | nem ért célba | nem ért célba |
| Srp Miklós       | 50 km gyaloglás |          |          |          |          |          |          | kizárták      | kizárták      |
| Venyercsán Bence | 50 km gyaloglás |          |          |          |          |          |          | 4:19:15       | 44.           |

| Versenyző      | Versenyszám   | Selejtező | Selejtező | Döntő    | Döntő    |
| Versenyző      | Versenyszám   | Eredmény  | Helyezés  | Eredmény | Helyezés |
| -------------- | ------------- | --------- | --------- | -------- | -------- |
| Kővágó Zoltán  | Diszkoszvetés | 63,34 m   | 9.        | 64,50 m  | 7.       |
| Pars Krisztián | Kalapácsvetés | 75,49 m   | 4.        | 75,28 m  | 7.       |

Női
| Versenyző         | Versenyszám     | Eredmény | Helyezés |
| ----------------- | --------------- | -------- | -------- |
| Erdélyi Zsófia    | Maraton         | 2:39:04  | 52.      |
| Papp Krisztina    | Maraton         | 2:42:03  | 65.      |
| Szabó Tünde       | Maraton         | 2:45:37  | 83.      |
| Madarász Viktória | 20 km gyaloglás | 1:33:59  | 25.      |
| Kovács Barbara    | 20 km gyaloglás | 1:42:11  | 58.      |
| Récsei Rita       | 20 km gyaloglás | 1:42:41  | 59.      |

| Versenyző     | Versenyszám | Selejtező | Selejtező | Döntő      | Döntő    |
| Versenyző     | Versenyszám | Eredmény  | Helyezés  | Eredmény   | Helyezés |
| ------------- | ----------- | --------- | --------- | ---------- | -------- |
| Szabó Barbara | Magasugrás  | 180 cm    | 32.**     | kiesett    | kiesett  |
| Márton Anita  | Súlylökés   | 18,51 m   | 6.        | 19,87 m NR |          |

| Versenyző      | Versenyszám | 100 m gát | 100 m gát | Magasugrás | Magasugrás | Súlylökés | Súlylökés | 200 m | 200 m | Távolugrás | Távolugrás | Gerelyhajítás | Gerelyhajítás | 800 m   | 800 m | Végeredmény | Végeredmény |
| Versenyző      | Versenyszám | Idő       | Pont      | Eredmény   | Pont       | Eredmény  | Pont      | Idő   | Pont  | Eredmény   | Pont       | Eredmény      | Pont          | Idő     | Pont  | Pont        | Helyezés    |
| -------------- | ----------- | --------- | --------- | ---------- | ---------- | --------- | --------- | ----- | ----- | ---------- | ---------- | ------------- | ------------- | ------- | ----- | ----------- | ----------- |
| Farkas Györgyi | Hétpróba    | 13,79     | 1008      | 186 cm     | 1054       | 14,39 m   | 820       | 25,38 | 852   | 631 cm     | 946        | 48,07 m       | 823           | 2:11,76 | 939   | 6442        | 8.          |
| Krizsán Xénia  | Hétpróba    | 13,66     | 1027      | 177 cm     | 941        | 13,78 m   | 779       | 25,24 | 865   | 608 cm     | 874        | 49,78 m       | 856           | 2:13,46 | 915   | 6257        | 16.         |

* - egy másik versenyzővel azonos eredményt ért el

** - három másik versenyzővel azonos eredményt ért el

## Birkózás
Kvótaszerzők
| Név             | Versenyszám                           | Kvótaszerzés dátuma | Kvótaszerzés helye                 |
| Lőrincz Viktor  | férfi 85 kg-os kötöttfogású birkózás  | 2015. szeptember 9. | Las Vegas-i birkózó-világbajnokság |
| Lőrincz Tamás   | férfi 66 kg-os kötöttfogású birkózás  | 2016. április 15.   | Nagybecskerek                      |
| Veréb István    | férfi 86 kg-os szabadfogású birkózás  | 2016. április 16.   | Nagybecskerek                      |
| Varga Ádám      | férfi 98 kg-os kötöttfogású birkózás  | 2016. április 17.   | Nagybecskerek                      |
| Bácsi Péter     | férfi 75 kg-os kötöttfogású birkózás  | 2016. április 22.   | Ulánbátor                          |
| Sastin Marianna | női 63 kg-os szabadfogású birkózás    | 2016. április 23.   | Ulánbátor                          |
| Németh Zsanett  | női 75 kg-os szabadfogású birkózás    | 2016. április 23.   | Ulánbátor                          |
| Ligeti Dániel   | férfi 125 kg-os szabadfogású birkózás | 2016. április 24.   | Ulánbátor                          |
| Kiss Balázs     | férfi 98 kg-os kötöttfogású birkózás  | 2016. június 24.    | válogató                           |

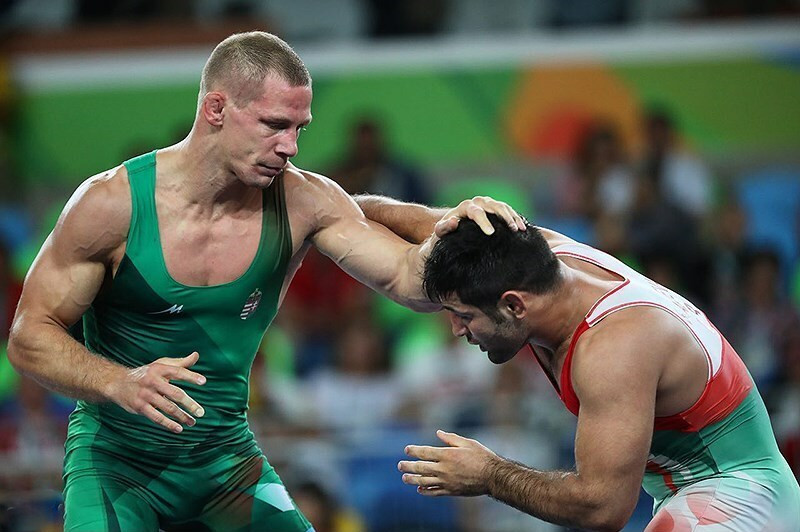
Bácsi Péter 5. helyezett birkózó

Varga Ádám nem került be az utazó keretbe.

### Férfi
Kötöttfogású
| Versenyző      | Versenyszám | Selejtező                              | Nyolcaddöntő                                  | Negyeddöntő                    | Elődöntő                      | Vigaszág első kör | Vigaszág elődöntő | Bronz- mérkőzés            | Döntő             | Helyezés |
| Versenyző      | Versenyszám | Ellenfél Eredmény                      | Ellenfél Eredmény                             | Ellenfél Eredmény              | Ellenfél Eredmény             | Ellenfél Eredmény | Ellenfél Eredmény | Ellenfél Eredmény          | Ellenfél Eredmény | Helyezés |
| -------------- | ----------- | -------------------------------------- | --------------------------------------------- | ------------------------------ | ----------------------------- | ----------------- | ----------------- | -------------------------- | ----------------- | -------- |
| Lőrincz Tamás  | 66 kg       | erőnyerő                               | Rju Hanszu (Ryu Han-su) (KOR) · 0–4           | kiesett                        | kiesett                       | kiesett           | kiesett           | kiesett                    | kiesett           | 16.      |
| Bácsi Péter    | 75 kg       | Carlos Muñoz (COL) · 9–0 technikai tus | Daniel Alekszandrov (BUL) · 8–0 technikai tus | Elvin Mursaliyev (AZE) · 5–0   | Mark Madsen (DEN) · 0–1       |                   |                   | Saeid Abdevali (IRI) · 2–5 |                   | 5.       |
| Lőrincz Viktor | 85 kg       | Makszim Manukján (ARM) · 3–0           | Ravinder Khatri (IND) · 9–0 technikai tus     | Rusztam Asszakalov (UZB) · 2–1 | Davit Chakvetadze (RUS) · 1–7 |                   |                   | Denis Kudla (GER) · 3–3    |                   | 5.       |
| Kiss Balázs    | 98 kg       | Dimitriy Timchenko (UKR) · 3–0         | Fredrik Schön (SWE) · 3–5                     | kiesett                        | kiesett                       | kiesett           | kiesett           | kiesett                    | kiesett           | 9.       |

Szabadfogású
| Versenyző     | Versenyszám | Selejtező         | Nyolcaddöntő                                        | Negyeddöntő                  | Elődöntő          | Vigaszág első kör          | Vigaszág elődöntő | Bronz- mérkőzés   | Döntő             | Helyezés |
| Versenyző     | Versenyszám | Ellenfél Eredmény | Ellenfél Eredmény                                   | Ellenfél Eredmény            | Ellenfél Eredmény | Ellenfél Eredmény          | Ellenfél Eredmény | Ellenfél Eredmény | Ellenfél Eredmény | Helyezés |
| ------------- | ----------- | ----------------- | --------------------------------------------------- | ---------------------------- | ----------------- | -------------------------- | ----------------- | ----------------- | ----------------- | -------- |
| Veréb István  | 86 kg       | erőnyerő          | Abdulrasid Szadulajev (RUS) · 0–10 technikai tus    |                              |                   | Pedro Ceballos (VEN) · 6–7 | kiesett           | kiesett           |                   | 13.      |
| Ligeti Dániel | 125 kg      | erőnyerő          | Florian Skilang Temengil (PLW) · 10–0 technikai tus | Levan Berianidze (ARM) · 1–3 | kiesett           | kiesett                    | kiesett           | kiesett           | kiesett           | 7.       |

### Női
Szabadfogású
| Versenyző       | Versenyszám | Selejtező                   | Nyolcaddöntő                                | Negyeddöntő       | Elődöntő          | Vigaszág első kör | Vigaszág elődöntő             | Bronz- mérkőzés   | Döntő             | Helyezés |
| Versenyző       | Versenyszám | Ellenfél Eredmény           | Ellenfél Eredmény                           | Ellenfél Eredmény | Ellenfél Eredmény | Ellenfél Eredmény | Ellenfél Eredmény             | Ellenfél Eredmény | Ellenfél Eredmény | Helyezés |
| --------------- | ----------- | --------------------------- | ------------------------------------------- | ----------------- | ----------------- | ----------------- | ----------------------------- | ----------------- | ----------------- | -------- |
| Sastin Marianna | 63 kg       | Inna Trazsukova (RUS) · 0–3 | kiesett                                     | kiesett           | kiesett           | kiesett           | kiesett                       | kiesett           | kiesett           | 17.      |
| Németh Zsanett  | 75 kg       | erőnyerő                    | Gjuzel Manyurova (KAZ) · 2–12 technikai tus |                   |                   |                   | Annabel Laure Ali (CMR) · 2–5 | kiesett           |                   | 10.      |

## Cselgáncs
Kovács Antal olimpiai és világbajnok cselgáncsozó 2014-ben így nyilatkozott a magyarországi sportolók esélyeiről: „Hosszú évek óta elmondható, hogy rengeteg a kiemelkedő képességű magyar judós, és a fiatal tehetségek feltűnése is optimizmusra sarkall. Ebből valami egészen jó sülhet ki, akár már Rióban.” Csernoviczki Éva, a 2012. évi olimpiai játékok bronzérmese az éremszerzést tűzte ki céljául a 2016-os játékokra.
Kvótaszerzők
| Név              | Versenyszám        | Kvótaszerzés dátuma | Kvótaszerzés helye      |
| Ungvári Miklós   | férfi könnyűsúly   | 2016. május 16.     | világranglista-helyezés |
| Csoknyai László  | férfi váltósúly    | 2016. május 16.     | világranglista-helyezés |
| Tóth Krisztián   | férfi középsúly    | 2016. május 16.     | világranglista-helyezés |
| Cirjenics Miklós | férfi félnehézsúly | 2016. május 16.     | világranglista-helyezés |
| Bor Barna        | férfi nehézsúly    | 2016. május 16.     | világranglista-helyezés |
| Csernoviczki Éva | női légsúly        | 2016. május 16.     | világranglista-helyezés |
| Karakas Hedvig   | női könnyűsúly     | 2016. május 16.     | világranglista-helyezés |
| Joó Abigél       | női félnehézsúly   | 2016. május 16.     | világranglista-helyezés |

Férfi
| Versenyző        | Versenyszám  | Selejtező         | 32-es főtábla                           | Nyolcaddöntő                                           | Negyeddöntő                         | Elődöntő          | Vigaszág elődöntő                        | Bronz- mérkőzés                        | Döntő             | Helyezés |
| Versenyző        | Versenyszám  | Ellenfél Eredmény | Ellenfél Eredmény                       | Ellenfél Eredmény                                      | Ellenfél Eredmény                   | Ellenfél Eredmény | Ellenfél Eredmény                        | Ellenfél Eredmény                      | Ellenfél Eredmény | Helyezés |
| ---------------- | ------------ | ----------------- | --------------------------------------- | ------------------------------------------------------ | ----------------------------------- | ----------------- | ---------------------------------------- | -------------------------------------- | ----------------- | -------- |
| Ungvári Miklós   | Könnyűsúly   | erőnyerő          | Nuno Saraiva (POR) · 011(1)–000(0)      | Dex Elmont (NED) · 100(1)–000(1)                       | Rüstəm Orucov (AZE) · 000(2)–010(3) |                   | Nicholas Delpopolo (USA) · 000(1)–000(2) | Dirk Van Tichelt (BEL) · 000(0)–100(0) |                   | 5.       |
| Csoknyai László  | Váltósúly    | erőnyerő          | Nagasze Takanori (JPN) · 000(3)–001(2)  | kiesett                                                | kiesett                             | kiesett           |                                          |                                        |                   | 17.      |
| Tóth Krisztián   | Középsúly    | erőnyerő          | Kiplangat Sang (KEN) · 100(1)–000(4)    | Cseng Hszün-csao (Cheng Xunzhao) (CHN) · 000(0)–100(0) | kiesett                             | kiesett           |                                          |                                        |                   | 9.       |
| Cirjenics Miklós | Félnehézsúly | erőnyerő          | Karl-Richard Frey (GER) · 000(0)–100(0) | kiesett                                                | kiesett                             | kiesett           |                                          |                                        |                   | 17.      |
| Bor Barna        | Nehézsúly    |                   | Faicel Dzsaballa (TUN) · 101(0)–000(1)  | Alex García (CUB) · 000(1)–000(0)                      | kiesett                             | kiesett           |                                          |                                        |                   | 9.       |

Női
| Versenyző        | Versenyszám  | Selejtező                                      | Nyolcaddöntő                                      | Negyeddöntő                          | Elődöntő          | Vigaszág elődöntő                          | Bronz- mérkőzés   | Döntő             | Helyezés |
| Versenyző        | Versenyszám  | Ellenfél Eredmény                              | Ellenfél Eredmény                                 | Ellenfél Eredmény                    | Ellenfél Eredmény | Ellenfél Eredmény                          | Ellenfél Eredmény | Ellenfél Eredmény | Helyezés |
| ---------------- | ------------ | ---------------------------------------------- | ------------------------------------------------- | ------------------------------------ | ----------------- | ------------------------------------------ | ----------------- | ----------------- | -------- |
| Csernoviczki Éva | Légsúly      | erőnyerő                                       | Maryna Cherniak (UKR) · 003(1)–000(2)             | Paula Pareto (ARG) · 000(2)–010(0)   |                   | Galbadrah Otgonceceg (KAZ) · 000(1)–100(1) | kiesett           |                   | 7.       |
| Karakas Hedvig   | Könnyűsúly   | Ruşana Nurjawowa (TKM) · 101(0)–000(0)         | Catherine Beauchemin-Pinard (CAN) · 000(0)–000(1) | Rafaela Silva (BRA) · 000(2)–010(3)  |                   | Lien Chen-ling (TPE) · 000(1)–001(2)       | kiesett           |                   | 7.       |
| Joó Abigél       | Félnehézsúly | Pürevdzsargalín Lhamdegd (MGL) · 111(2)–000(1) | Mami Umeki (JPN) · 002(2)–000(2)                  | Kayla Harrison (USA) · 000(1)–100(0) |                   | Yalennis Castillo (CUB) · 000(0)–001(2)    | kiesett           |                   | 7.       |

## Evezés
Kvótaszerzők
| Név                       | Versenyszám                    | Kvótaszerzés dátuma | Kvótaszerzés helye |
| Pétervári-Molnár Bendegúz | Férfi egypárevezős             | 2016. május 24.     | Luzern             |
| Juhász Adrián             | Férfi kormányos nélküli kettes | 2016. május 24.     | Luzern             |
| Simon Béla                | Férfi kormányos nélküli kettes | 2016. május 24.     | Luzern             |

Férfi
| Versenyző                 | Versenyszám              | Előfutam | Előfutam | Vigaszág | Vigaszág | Negyeddöntő | Negyeddöntő | Elődöntő | Elődöntő | Elődöntő | Döntő | Döntő   | Döntő | Helyezés |
| Versenyző                 | Versenyszám              | Idő      | Hely.    | Idő      | Hely.    | Idő         | Hely.       | Típus    | Idő      | Hely.    | Típus | Idő     | Hely. | Helyezés |
| ------------------------- | ------------------------ | -------- | -------- | -------- | -------- | ----------- | ----------- | -------- | -------- | -------- | ----- | ------- | ----- | -------- |
| Pétervári-Molnár Bendegúz | Egypárevezős             | 7:12,86  | 2.       | erőnyerő | erőnyerő | 6:52,80     | 4.          | C/D      | 7:18,88  | 1.       | C     | 6:57,75 | 2.    | 14.      |
| Simon Béla Juhász Adrián  | Kormányos nélküli kettes | 6:59,28  | 3.       | erőnyerő | erőnyerő |             |             | A/B      | 6:29,12  | 4.       | B     | 7:03,34 | 3.    | 9.       |

## Kajak-kenu

### Gyorsasági
2013-ban Kammerer Zoltán háromszoros olimpiai bajnok kajakos az olimpiai szereplést tűzte ki céljául; a sportoló így fogalmazott: „2016-ig gőzerővel készülök, addig biztos folytatom, a mindennapjaim nagy része a sporthoz igazodik. Az olimpiát még meglátjuk, hogy jön össze.” 2014 augusztusában a 2012. évi olimpiai játékokon két aranyérmet szerző Kozák Danutát a magyar csapat egyik legnagyobb olimpiai aranyesélyesének nevezték.
A 2015-ös gyorsasági kajak-kenu világbajnokságon 15 kvótát (férfi kajak 6, női kajak 5, kenu 4) szerzett a magyar válogatott. További kvótaszerzésre 2016-ban is volt lehetőség.
Kvótaszerzők
| Név                                                               | Versenyszám | Eredmény | Kvótaszerzés dátuma | Kvótaszerzés helye                 |
| ----------------------------------------------------------------- | ----------- | -------- | ------------------- | ---------------------------------- |
| Kárász Anna                                                       | K1 500m     | 2.       | 2015. augusztus 22. | milánói kajak-kenu világbajnokság  |
| Vad Ninetta                                                       | K1 200m     | 9.       | 2015. augusztus 23. | milánói kajak-kenu világbajnokság  |
| Szabó Gabriella, Kozák Danuta                                     | K2 500m     | 1.       | 2015. augusztus 22. | milánói kajak-kenu világbajnokság  |
| Szabó Gabriella, Kozák Danuta, Fazekas-Zur Krisztina, Kárász Anna | K4 500m     | 2.       | 2015. augusztus 23. | milánói kajak-kenu világbajnokság  |
| Hajdu Jonatán                                                     | C1 200m     | 7.       | 2015. augusztus 22. | milánói kajak-kenu világbajnokság  |
| Vajda Attila                                                      | C1 1000m    | 7.       | 2015. augusztus 22. | milánói kajak-kenu világbajnokság  |
| Vasbányai Henrik, Mike Róbert                                     | C2 1000m    | 2.       | 2015. augusztus 23. | milánói kajak-kenu világbajnokság  |
| Tótka Sándor, Molnár Péter                                        | K2 200m     | 1.       | 2015. augusztus 22. | milánói kajak-kenu világbajnokság  |
| Kammerer Zoltán, Pauman Dániel, Kulifai Tamás, Tóth Dávid         | K4 1000m    | 2.       | 2015. augusztus 23. | milánói kajak-kenu világbajnokság  |
| Dombvári Bence                                                    | K1 1000m    | 1.       | 2016. május 19.     | pótkvalifikációs regatta, Duisburg |
| Dombvári Bence, Hufnágel Tibor                                    | K2 1000m    | 1.       | 2016. május 19.     | pótkvalifikációs regatta, Duisburg |
| Horváth Bence                                                     | K1 200m     | 2.       | 2016. május 19.     | pótkvalifikációs regatta, Duisburg |

Férfi
| Versenyző                                                   | Versenyszám         | Előfutam | Előfutam | Előfutam | Elődöntő | Elődöntő | Elődöntő | Döntő | Döntő    | Döntő    | Helyezés |
| Versenyző                                                   | Versenyszám         | Idő      | Hely.    | Össz.    | Idő      | Hely.    | Össz.    | Típus | Idő      | Helyezés | Helyezés |
| ----------------------------------------------------------- | ------------------- | -------- | -------- | -------- | -------- | -------- | -------- | ----- | -------- | -------- | -------- |
| Molnár Péter                                                | Kajak egyes 200 m   | 35,102   | 3.       | 9.       | 35,207   | 6.       | 12.      | B     | 37.896   | 7.       | 15.      |
| Tótka Sándor Molnár Péter                                   | Kajak kettes 200 m  | 31,438   | 2.       | 3.       | 32,138   | 1.       | 2.       | A     | 32,412   | 4.       | 4.       |
| Kopasz Bálint                                               | Kajak egyes 1000 m  | 3:38,011 | 5.       | 15.      | 3:34,772 | 5.       | 9.       | B     | 3:32,392 | 2.       | 10.      |
| Hufnágel Tibor Ceiner Benjámin                              | Kajak kettes 1000 m | 3:25,580 | 3.       | 6.       | 3:18,474 | 3.       | 4.       | A     | 3:15,387 | 7.       | 7.       |
| Hufnágel Tibor Somorácz Tamás Ceiner Benjámin Kugler Attila | Kajak négyes 1000 m | 3:00,369 | 5.       | 9.       | 3:00,645 | 5.       | 9.       | B     | 3:10,388 | 3.       | 11.      |
| Hajdu Jonatán                                               | Kenu egyes 200 m    | 40,147   | 2.       | 4.       | 40,718   | 4.       | 11.      | B     | 39,811   | 2.       | 10.      |
| Vasbányai Henrik                                            | Kenu egyes 1000 m   | 4:01,953 | 3.       | 5.       | 4:03,113 | 3.       | 6.       | B     | kizárták | kizárták | kizárták |
| Vasbányai Henrik Mike Róbert                                | Kenu kettes 1000 m  | 3:35,501 | 3.       | 5.       | 3:56,126 | 3.       | 6.       | A     | 3:46,198 | 4.       | 4.       |

1. ↑  Utólag kizárták. A futamában, 4:04,195 idővel a 4. helyen végzett.[47]

Női
| Versenyző                                                        | Versenyszám        | Előfutam | Előfutam | Előfutam | Elődöntő | Elődöntő | Elődöntő | Döntő | Döntő    | Döntő    | Helyezés |
| Versenyző                                                        | Versenyszám        | Idő      | Hely.    | Össz.    | Idő      | Hely.    | Össz.    | Típus | Idő      | Helyezés | Helyezés |
| ---------------------------------------------------------------- | ------------------ | -------- | -------- | -------- | -------- | -------- | -------- | ----- | -------- | -------- | -------- |
| Dusev-Janics Natasa                                              | Kajak egyes 200 m  | 41,403   | 3.       | 11.      | 40,962   | 4.       | 9.       | B     | 41,673   | 1.       | 9.       |
| Kozák Danuta                                                     | Kajak egyes 500 m  | 1:53,427 | 1.       | 3.       | 1:54,241 | 1.       | 1.       | A     | 1:52,494 | 1.       |          |
| Szabó Gabriella Kozák Danuta                                     | Kajak kettes 500 m | 1:41,092 | 1.       | 1.       | erőnyerő | erőnyerő | erőnyerő | A     | 1:43,687 | 1.       |          |
| Szabó Gabriella Kozák Danuta Csipes Tamara Fazekas-Zur Krisztina | Kajak négyes 500 m | 1:29,497 | 1.       | 1.       | erőnyerő | erőnyerő | erőnyerő | A     | 1:34,482 | 1.       |          |

## Kerékpározás

### Hegyi-kerékpározás
Kvótaszerzők
| Név          | Versenyszám        | Kvótaszerzés dátuma | Kvótaszerzés helye    |
| Parti András | férfi terepverseny | 2016. május 27.     | UCI-ranglistahelyezés |

| Versenyző    | Versenyszám        | Idő     | Helyezés |
| ------------ | ------------------ | ------- | -------- |
| Parti András | Férfi terepverseny | 1:41:20 | 24.      |

## Műugrás
Kvótaszerzők
| Név          | Versenyszám            | Kvótaszerzés dátuma | Kvótaszerzés helye      |
| Kormos Villő | női egyéni toronyugrás | 2016. június 23.    | világranglista-helyezés |

Női
| Versenyző    | Versenyszám        | Selejtező | Selejtező | Elődöntő | Elődöntő | Döntő   | Döntő    |
| Versenyző    | Versenyszám        | Pont      | Helyezés  | Pont     | Helyezés | Pont    | Helyezés |
| ------------ | ------------------ | --------- | --------- | -------- | -------- | ------- | -------- |
| Kormos Villő | Egyéni toronyugrás | 227,70    | 27.       | kiesett  | kiesett  | kiesett | kiesett  |

## Ökölvívás
Kvótaszerzők
| Név            | Versenyszám                | Kvótaszerzés dátuma | Kvótaszerzés helye |
| Harcsa Zoltán  | férfi középsúlyú ökölvívás | 2016. április 15.   | Samsun             |
| Bacskai Balázs | férfi váltósúlyú ökölvívás | 2016. június 23.    | Baku               |

Férfi
| Versenyző      | Versenyszám | Selejtező                       | Nyolcaddöntő            | Negyeddöntő       | Elődöntő          | Döntő             | Helyezés |
| Versenyző      | Versenyszám | Ellenfél Eredmény               | Ellenfél Eredmény       | Ellenfél Eredmény | Ellenfél Eredmény | Ellenfél Eredmény | Helyezés |
| -------------- | ----------- | ------------------------------- | ----------------------- | ----------------- | ----------------- | ----------------- | -------- |
| Bacskai Balázs | Váltósúly   | Souleymane Cissokho (FRA) · 0–3 | kiesett                 | kiesett           | kiesett           | kiesett           | 17.      |
| Harcsa Zoltán  | Középsúly   | Arslanbek Açilow (TKM) · 2–1    | Arlen López (CUB) · RSC | kiesett           | kiesett           | kiesett           | 9.       |

## Öttusa
Kvótaszerzők
| Név             | Versenyszám   | Kvótaszerzés dátuma | Kvótaszerzés helye              |
| Kasza Róbert    | férfi verseny | 2015. augusztus 22. | 2015-ös öttusa Európa-bajnokság |
| Kovács Sarolta  | női verseny   | 2015. augusztus 23. | 2015-ös öttusa Európa-bajnokság |
| Marosi Ádám     | férfi verseny | 2016. május 30.     | olimpiai ranglista              |
| Földházi Zsófia | női verseny   | 2016. május 30.     | olimpiai ranglista              |
| Demeter Bence   | férfi verseny | 2016. május 30.     | olimpiai ranglista              |

| Versenyző       | Versenyszám | Vívás (V) | Vívás (V) | Úszás   | Úszás | Úszás | Bónusz vívás (B) | Bónusz vívás (B) | Bónusz vívás (B) | Lovaglás | Lovaglás | Lovaglás | Lovaglás | Futás/Lövészet | Futás/Lövészet | Futás/Lövészet | Futás/Lövészet | Összesen    | Összesen |
| Versenyző       | Versenyszám | Eredmény  | Pont      | Idő     | Pont  | Hely. | Eredmény         | Pont             | V+B Hely.        | Idő      | Hibapont | Pont     | Hely.    | Lövőhiba       | Idő            | Pont           | Hely.          | Összes pont | Helyezés |
| --------------- | ----------- | --------- | --------- | ------- | ----- | ----- | ---------------- | ---------------- | ---------------- | -------- | -------- | -------- | -------- | -------------- | -------------- | -------------- | -------------- | ----------- | -------- |
| Demeter Bence   | Férfi       | 19–16     | 214       | 2:03,89 | 329   | 17.   | 3–1              | 3                | 16.              | 74,62    | 35       | 272      | 29.      | 5              | 12:21,98       | 619            | 13.            | 1430        | 17.      |
| Marosi Ádám     | Férfi       | 16–19     | 196       | 2:01,66 | 335   | 9.    | 0–1              | 0                | 24.              | 67,87    | 7        | 293      | 9.       | 6              | 12:06,84       | 621            | 9.             | 1445        | 12.      |
| Földházi Zsófia | Női         | 11–24     | 166       | 2:12,05 | 304   | 6.    | 2–1              | 2                | 33.              | 119,34   | 78       | 222      | 29.      | 2              | 14:46,02       | 534            | 10.            | 1228        | 26.      |
| Kovács Sarolta  | Női         | 17–18     | 202       | 2:09,02 | 313   | 3.    | 1–1              | 1                | 18.              | 79,04    | 32       | 268      | 24.      | 10             | 14:20,09       | 503            | 24.            | 1287        | 16.      |

## Sportlövészet
Kvótaszerzők
| Név                | Versenyszám             | Kvótaszerzés dátuma  | Kvótaszerzés helye                  |
| Tobai-Sike Renáta  | női sportpisztoly       | 2014. szeptember 10. | granadai sportlövő-világbajnokság   |
| Sidi Péter         | férfi légpuska          | 2015. április 10.    | csangvoni világkupaverseny          |
| Szabián Norbert    | férfi sportpuska, fekvő | 2015. július 22.     | maribori sportlövő Európa-bajnokság |
| Csonka Zsófia      | női sportpisztoly       | 2015. július 23.     | maribori sportlövő Európa-bajnokság |
| Péni István        | férfi légpuska          | 2015. augusztus 10.  | gabalai világkupaverseny            |
| Tátrai Miklós      | férfi légpisztoly       | 2016. február 26.    | győri sportlövő Európa-bajnokság    |
| Miskolczi Julianna | női légpuska            | 2016. február 26.    | győri sportlövő Európa-bajnokság    |
| Egri Viktória      | női légpisztoly         | 2016. február 27.    | győri sportlövő Európa-bajnokság    |

Férfi
| Versenyző       | Versenyszám           | Selejtező | Selejtező | Döntő   | Döntő    |
| Versenyző       | Versenyszám           | Pont      | Helyezés  | Pont    | Helyezés |
| --------------- | --------------------- | --------- | --------- | ------- | -------- |
| Tátrai Miklós   | Légpisztoly           | 567,0     | 42.       | kiesett | kiesett  |
| Tátrai Miklós   | Szabadpisztoly        | 539       | 34.       | kiesett | kiesett  |
| Szabián Norbert | Sportpuska, fekvő     | 617,3     | 42.       | kiesett | kiesett  |
| Sidi Péter      | Sportpuska, fekvő     | 623,3     | 10.       | kiesett | kiesett  |
| Sidi Péter      | Sportpuska, összetett | 1162      | 34.       | kiesett | kiesett  |
| Sidi Péter      | Légpuska              | 625,9     | 6.        | 142,7   | 5.       |
| Péni István     | Légpuska              | 624,0     | 13.       | kiesett | kiesett  |
| Péni István     | Sportpuska, összetett | 1172      | 12.       | kiesett | kiesett  |

Női
| Versenyző          | Versenyszám           | Selejtező | Selejtező | Elődöntő | Elődöntő | Döntő   | Döntő    |
| Versenyző          | Versenyszám           | Pont      | Helyezés  | Pont     | Helyezés | Pont    | Helyezés |
| ------------------ | --------------------- | --------- | --------- | -------- | -------- | ------- | -------- |
| Egri Viktória      | Légpisztoly           | 376,0     | 36.       |          |          | kiesett | kiesett  |
| Tobai-Sike Renáta  | Légpisztoly           | 380,0     | 17.       |          |          | kiesett | kiesett  |
| Tobai-Sike Renáta  | Sportpisztoly         | 577,0     | 16.       | kiesett  | kiesett  | kiesett | kiesett  |
| Csonka Zsófia      | Sportpisztoly         | 581,0     | 10.       | kiesett  | kiesett  | kiesett | kiesett  |
| Miskolczi Julianna | Légpuska              | 414,0     | 22.       |          |          | kiesett | kiesett  |
| Miskolczi Julianna | Sportpuska, összetett | 577       | 22.       |          |          | kiesett | kiesett  |

## Súlyemelés
Kvótaszerzők
| Név        | Versenyszám   | Kvótaszerzés dátuma | Kvótaszerzés helye                   |
| Nagy Péter | férfi +105 kg | 2016. április 16.   | norvégiai súlyemelő-Európa-bajnokság |

A magyar férfi válogatott az Európa-bajnokságon az olimpiai kvótával még nem rendelkező országok pontversenyében az első hét között végzett. Így Magyarország egy férfi versenyzőt indíthat az olimpián.
Férfi
| Versenyző  | Versenyszám | Szakítás | Lökés | Összesen | Helyezés |
| ---------- | ----------- | -------- | ----- | -------- | -------- |
| Nagy Péter | +105 kg     | 193      | 227   | 420      | 10.      |

## Tenisz
Kvótaszerzők
| Név            | Versenyszám      | Kvótaszerzés dátuma | Kvótaszerzés helye      |
| Babos Tímea    | női egyes, páros | 2016. június 6.     | világranglista-helyezés |
| Jani Réka Luca | női páros        | 2016. június 30.    | szabadkártya            |

Női
| Versenyző                  | Versenyszám | 64-es főtábla                  | 32-es főtábla                                          | Nyolcaddöntő      | Negyeddöntő       | Elődöntő          | Bronz- mérkőzés   | Döntő             | Helyezés |
| Versenyző                  | Versenyszám | Ellenfél Eredmény              | Ellenfél Eredmény                                      | Ellenfél Eredmény | Ellenfél Eredmény | Ellenfél Eredmény | Ellenfél Eredmény | Ellenfél Eredmény | Helyezés |
| -------------------------- | ----------- | ------------------------------ | ------------------------------------------------------ | ----------------- | ----------------- | ----------------- | ----------------- | ----------------- | -------- |
| Babos Tímea                | Egyes       | Petra Kvitová (CZE) · 1-6, 2-6 | kiesett                                                | kiesett           | kiesett           | kiesett           | kiesett           | kiesett           | 33.      |
| Babos Tímea Jani Réka Luca | Páros       |                                | Románia (ROU) · Andreea Mitu · Raluca Olaru · 3-6, 4-6 | kiesett           | kiesett           | kiesett           | kiesett           | kiesett           | 17.      |

## Tollaslabda
Kvótaszerzők
| Név          | Versenyszám | Kvótaszerzés dátuma | Kvótaszerzés helye      |
| Sárosi Laura | női egyes   | 2016. május 15.     | világranglista-helyezés |

| Versenyző    | Versenyszám | Csoportkör                                                                      | Csoportkör | Nyolcaddöntő      | Negyeddöntő       | Elődöntő          | Bronz- mérkőzés   | Döntő             | Helyezés |
| Versenyző    | Versenyszám | Ellenfél Eredmény                                                               | Hely.      | Ellenfél Eredmény | Ellenfél Eredmény | Ellenfél Eredmény | Ellenfél Eredmény | Ellenfél Eredmény | Helyezés |
| ------------ | ----------- | ------------------------------------------------------------------------------- | ---------- | ----------------- | ----------------- | ----------------- | ----------------- | ----------------- | -------- |
| Sárosi Laura | Női egyes   | M csoport · Pusarla Sindhu (IND) · 8–21, 9–21 · Michelle Li (CAN) · 11–21, 8–21 | 3.         | kiesett           | kiesett           | kiesett           | kiesett           | kiesett           | 28.      |

## Torna
Kvótaszerzők
| Név           | Versenyszám            | Kvótaszerzés dátuma | Kvótaszerzés helye                   |
| Hidvégi Vid   | Férfi egyéni összetett | 2016. április 17.   | 2016-os tornászok riói tesztversenye |
| Kovács Zsófia | Női egyéni összetett   | 2016. április 18.   | 2016-os tornászok riói tesztversenye |

Férfi
| Versenyző   | Versenyszám | Selejtező | Selejtező | Döntő    | Döntő    |
| Versenyző   | Versenyszám | Pontszám  | Helyezés  | Pontszám | Helyezés |
| ----------- | ----------- | --------- | --------- | -------- | -------- |
| Hidvégi Vid | Lólengés    | 15,233    | 9.        | kiesett  | kiesett  |

Női
| Versenyző     | Versenyszám      | Selejtező | Selejtező | Döntő    | Döntő    |
| Versenyző     | Versenyszám      | Pontszám  | Helyezés  | Pontszám | Helyezés |
| ------------- | ---------------- | --------- | --------- | -------- | -------- |
| Kovács Zsófia | Talaj            | 12,766    | 64.       | kiesett  | kiesett  |
| Kovács Zsófia | Ugrás            | 14,512    | 13.       | kiesett  | kiesett  |
| Kovács Zsófia | Felemás korlát   | 14,733    | 24.       | kiesett  | kiesett  |
| Kovács Zsófia | Gerenda          | 12,233    | 72.       | kiesett  | kiesett  |
| Kovács Zsófia | Egyéni összetett | 54,598    | 33.       | kiesett  | kiesett  |

## Triatlon
Kvótaszerzők
| Név           | Versenyszám   | Kvótaszerzés dátuma | Kvótaszerzés helye      |
| Faldum Gábor  | férfi verseny | 2016. május 14.     | világranglista-helyezés |
| Kovács Zsófia | női verseny   | 2016. május 14.     | világranglista-helyezés |
| Vanek Margit  | női verseny   | 2016. május 14.     | világranglista-helyezés |
| Tóth Tamás    | férfi verseny | 2016. május 18.     | világranglista-helyezés |

| Versenyző     | Versenyszám | 1,5 km úszás | Depózás 1 | 43 km kerékpározás | Depózás 2 | 10 km futás | Összesítés | Összesítés |
| Versenyző     | Versenyszám | Idő          | Idő       | Idő                | Idő       | Idő         | Idő        | Helyezés   |
| ------------- | ----------- | ------------ | --------- | ------------------ | --------- | ----------- | ---------- | ---------- |
| Faldum Gábor  | Férfi       | 18:00        | 0:45      | 55:56              | 0:33      | 33:06       | 1:48:20    | 20.        |
| Tóth Tamás    | Férfi       | 17:30        | 0:47      | 57:02              | 0:38      | 34:05       | 1:50:02    | 33.        |
| Kovács Zsófia | Női         | 19:20        | 0:53      | 1:04:30            | 0:36      | 36:09       | 2:01:29    | 24.        |
| Vanek Margit  | Női         | 19:10        | 0:59      | 1:04:35            | 0:41      | 45:29       | 2:06:54    | 45.        |

## Úszás

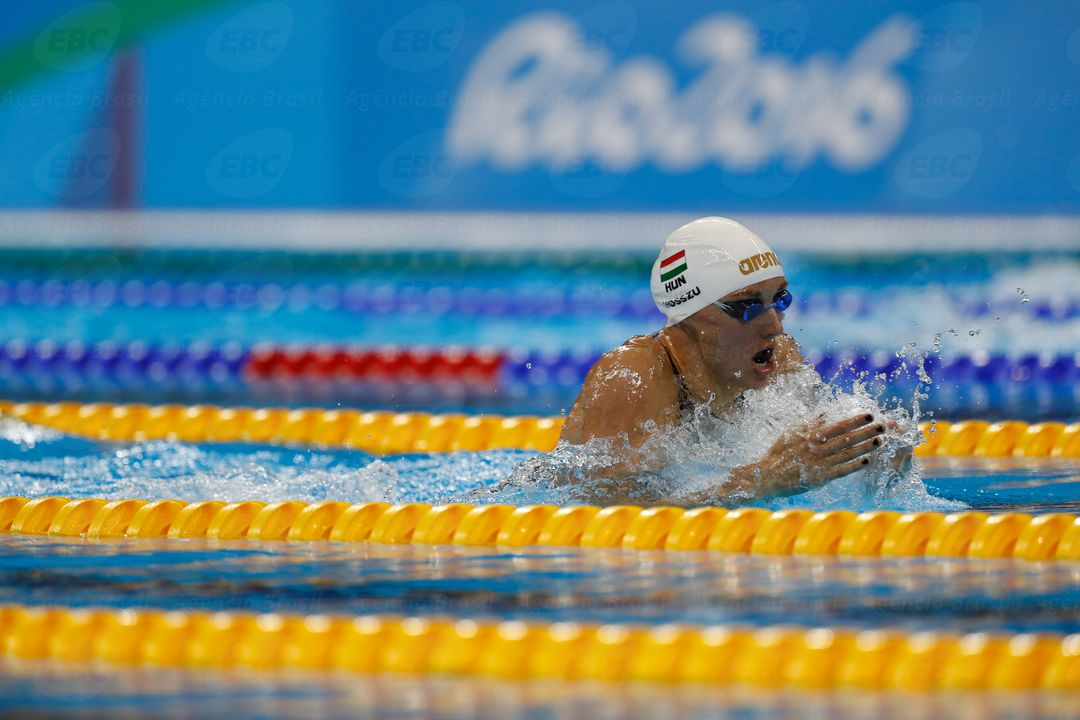
Hosszú Katinka háromszoros arany és egyszeres ezüstérmes olimpiai bajnok

2012 augusztusában Széles Sándor úszóedző egy tévéműsorban azt mondta, hogy tehetsége és akarata alapján tanítványa, a 2012. évi londoni olimpiai játékok bajnoka, Gyurta Dániel mellúszó számára „teljesen reális […] Rióban ismét az arany”. A szakember Risztov Éva és Gyurta Gergely 2016-os olimpiai szerepléséről is bizakodóan nyilatkozott. Széles 2014 februárjában azt nyilatkozta, hogy Gyurta Dániel „képességei adottak az ismétléshez, de akár öccse, Gyurta Gergely is nyerhet a 10 kilométeres távon, miközben ezerötszázon is döntős lesz, de akár még érmet is szerezhet.” Az edző a 2016-os olimpia esetleges meglepetésembereként nevezte meg Gyurinovics Fannit, és így fogalmazott vele kapcsolatban: „megkockáztatom, hogy 400 vegyesen 2016-ban megelőzi Hosszú Katinkát”.
Gyurta Dániel 2014 augusztusában azt mondta, hogy ott tart az olimpiai felkészülésben, ahol tartania kell, és a 2012-es londoni olimpiai bajnoki cím nem tette jóllakottá, „csupán azt bizonyította, hogy érdemes keményen dolgozni, mert előbb-utóbb beérik a gyümölcse, és […] aki egyszer már megtapasztalta, milyen olimpiai bajnoknak lenni, az nem szívesen ad alább az igényeiből.” Verrasztó Evelyn háromszoros olimpikon úszó utolsó nagy lehetőségének nevezte a Rio de Janeiró-i olimpiát, míg a szintén háromszoros olimpiai részt vevő Mutina Ágnes azt mondta, reméli, lesz addig energiája a folytatáshoz.
2016. július 22-én jelentették be, hogy szabadkártyával Horváth Dávid is az utazó csapat tagja lett. Ugyanakkor vált ismertté az is, hogy Sztankovics Anna a 200 méter mellett 100 méteres mellúszásban is rajthoz állhat.
2016. július 25-én közölték, hogy egy újabb magyar sportoló, Olasz Anna úszó is indulhat szabadkártyával a riói olimpián. A 2015-ös kazanyi vb-n 11. helyezést ért el, s ezzel akkor lemaradt a tizedik, kvótaszerző helyről Risztov Éva mögött. Azonban az akkori 6. helyezett orosz úszónő, Anasztaszja Krapivina 2013-as doppingvétsége miatt nem indulhat az olimpián, s kivéve őt a mezőnyből a vb-tizenegyedik Olasz Anna a tizedik helyre lépett előre, s ezzel az olimpiai indulók közé került.
Kvótaszerzők
| Név         | Versenyszám               | Kvótaszerzés dátuma | Kvótaszerzés helye          |
| Risztov Éva | női 10 km-es nyílt vízi   | 2015. július 28.    | Kazany, úszó-világbajnokság |
| Papp Márk   | férfi 10 km-es nyílt vízi | 2016. június 12.    | Setúbal                     |
| Olasz Anna  | női 10 km-es nyílt vízi   | 2016. július 25.    | Szabadkártya                |

A medencében rendezett versenyszámokban a következő versenyzők teljesítették az olimpiai kvalifikációs időt. Az olimpián versenyszámonként két ilyen sportolót lehet nevezni.
| Név               | Versenyszám          | Eredmény | Kvótaszerzés dátuma | Kvótaszerzés helye                   |
| Takács Krisztián  | férfi 50 m gyors     | 21,89    | 2015. július 3.     | Győr, magyar úszóbajnokság           |
| Bernek Péter      | férfi 200 m gyors    | 1:47,72  | 2015. április 4.    | Eindhoven                            |
| Bernek Péter      | férfi 400 m gyors    | 3:46,29  | 2015. augusztus 2.  | Kazany, úszó-világbajnokság          |
| Bernek Péter      | férfi 1500 m gyors   | 15:11,05 | 2015. április 3.    | Eindhoven                            |
| Bernek Péter      | férfi 400 m vegyes   | 4:16,24  | 2015. július 4.     | Győr, magyar úszóbajnokság           |
| Gyurta Gergely    | férfi 1500 m gyors   | 14:59,62 | 2015. április 3.    | Budapest, Budapest-bajnokság         |
| Gyurta Gergely    | férfi 400 m vegyes   | 4:16,64  | 2015. április 1.    | Budapest, Budapest-bajnokság         |
| Balog Gábor       | férfi 200 m hát      | 1:57,76  | 2015. július 2.     | Győr, magyar úszóbajnokság           |
| Gyurta Dániel     | férfi 100 m mell     | 1:00,42  | 2015. május 30.     | Bergen                               |
| Gyurta Dániel     | férfi 200 m mell     | 2:08,58  | 2015. május 31.     | Bergen                               |
| Cseh László       | férfi 100 m pillangó | 50,82    |                     |                                      |
| Cseh László       | férfi 200 m pillangó | 1:53,48  | 2015. augusztus 5.  | Kazany, úszó-világbajnokság          |
| Cseh László       | férfi 200 m vegyes   | 1:58,31  | 2015. április 3.    | Eindhoven                            |
| Kenderesi Tamás   | férfi 200 m pillangó | 1:54,79  | 2015. június 30.    | Győr, magyar úszóbajnokság           |
| Biczó Bence       | férfi 200 m pillangó | 1:55,80  | 2015. június 30.    | Győr, magyar úszóbajnokság           |
| Verrasztó Dávid   | férfi 200 m vegyes   | 1:59,59  | 2015. június 13.    | Monte-Carlo, Mare Nostrum            |
| Verrasztó Dávid   | férfi 400 m vegyes   | 4:09,90  | 2015. augusztus 9.  | Kazany, úszó-világbajnokság          |
| Grátz Benjámin    | férfi 400 m vegyes   | 4:16,47  | 2015. július 4.     | Győr, magyar úszóbajnokság           |
| Kis Gergő         | férfi 400 m gyors    | 3:49,43  | 2015. november 6.   | Dubaj, világkupa                     |
| Kozma Dominik     | férfi 200 m gyors    | 1:47,73  | 2016. április 12.   | Győr, magyar úszóbajnokság           |
| Kozma Dominik     | férfi 100 m gyors    | 48,89    | 2016. július 2.     | Budapest, Budapest Open              |
| Földházi Dávid    | férfi 200 m hát      | 1:58,09  | 2016. április 14.   | Győr, magyar úszóbajnokság           |
| Zámbó Balázs      | férfi 200 m hát      | 1:58,14  | 2016. április 14.   | Győr, magyar úszóbajnokság           |
| Rasovszky Kristóf | férfi 1500 m gyors   | 15:12,86 | 2016. április 15.   | Győr, magyar úszóbajnokság           |
| Bohus Richárd     | férfi 100 m gyors    | 48,92    | 2016. május 19.     | London, úszó-Európa-bajnokság        |
| Telegdy Ádám      | férfi 200 m hát      | 1:57,55  | 2016. június 30.    | Budapest, Budapest Open              |
| Pulai Bence       | férfi 100 m pillangó | 52,03    | 2016. július 2.     | Budapest, Budapest Open              |
| Hosszú Katinka    | női 200 m gyors      | 1:55,89  | 2015. május 15.     | Charlotte, Arena Pro Swim Series     |
| Hosszú Katinka    | női 400 m gyors      | 4:05,75  | 2015. március 7.    | Marseille, FFN Golden Tour           |
| Hosszú Katinka    | női 800 m gyors      | 8:33,12  | 2015. március 8.    | Marseille, FFN Golden Tour           |
| Hosszú Katinka    | női 100 m hát        | 58,78    | 2015. augusztus 3.  | Kazany, úszó-világbajnokság          |
| Hosszú Katinka    | női 200 m hát        | 2:06,18  | 2015. augusztus 7.  | Kazany, úszó-világbajnokság          |
| Hosszú Katinka    | női 200 m pillangó   | 2:07,05  |                     |                                      |
| Hosszú Katinka    | női 200 m vegyes     | 2:06,12  | 2015. augusztus 3.  | Kazany, úszó-világbajnokság          |
| Hosszú Katinka    | női 400 m vegyes     | 4:30,39  | 2015. augusztus 9.  | Kazany, úszó-világbajnokság          |
| Kapás Boglárka    | női 400 m gyors      | 4:06,21  | 2015. augusztus 2.  | Kazany, úszó-világbajnokság          |
| Kapás Boglárka    | női 800 m gyors      | 8:22,92  | 2015. augusztus 8.  | Kazany, úszó-világbajnokság          |
| Kapás Boglárka    | női 200 m pillangó   | 2:08,99  | 2015. április 4.    | Eindhoven                            |
| Szilágyi Liliána  | női 100 m pillangó   | 58,70    | 2015. június 6.     | Canet-en-Roussillon, Mare Nostrum    |
| Szilágyi Liliána  | női 200 m pillangó   | 2:08,25  | 2015. április 1.    | Budapest, Budapest-bajnokság         |
| Jakabos Zsuzsanna | női 200 m pillangó   | 2:07,93  | 2015. június 13.    | Róma, Trofeo Sette Colli             |
| Jakabos Zsuzsanna | női 200 m vegyes     | 2:11,32  | 2015. április 2.    | Eindhoven                            |
| Jakabos Zsuzsanna | női 400 m vegyes     | 4:37,38  | 2015. április 3.    | Eindhoven                            |
| Verrasztó Evelyn  | női 200 m vegyes     | 2:12,32  | 2015. március 31.   | Limoges, Championnat de France Elite |
| Verrasztó Evelyn  | női 400 m vegyes     | 4:41,77  | 2015. április 5.    | Limoges, Championnat de France Elite |
| Verrasztó Evelyn  | női 200 m gyors      | 1:58,55  | 2016. május 19.     | London, úszó-Európa-bajnokság        |
| Sebestyén Dalma   | női 200 m vegyes     | 2:14,11  | 2015. március 14.   | Ravne na Koroškem                    |
| Sebestyén Dalma   | női 200 m mell       | 2:24,47  | 2015. december      | Győr, V. Győr Scitech Open           |
| György Réka       | női 400 m vegyes     | 4:42,13  | 2015. április 1.    | Budapest, Budapest-bajnokság         |
| György Réka       | női 200 m hát        | 2:09,64  | 2016. június 29.    | Budapest, Budapest Open              |
| Késely Ajna       | női 400 m gyors      | 4:07,90  | 2015. december      | Győr, V. Győr Scitech Open           |
| Késely Ajna       | női 200 m gyors      | 1:58,69  | 2016. május 20.     | London, úszó-Európa-bajnokság        |
| Risztov Éva       | női 800 m gyors      | 8:33,30  | 2016. április 14.   | Győr, magyar úszóbajnokság           |
| Juhász Adél       | női 800 m gyors      | 8:33,50  | 2016. április 14.   | Győr, magyar úszóbajnokság           |
| Burián Katalin    | női 200 m hát        | 2:10,17  | 2016. május 17.     | London, úszó-Európa-bajnokság        |
| Sztankovics Anna  | női 200 m mell       | 2:26,60  | 2016. június 26.    | Róma, Trofeo Settecolli              |
| Molnár Flóra      | női 50 m gyors       | 24,95    | 2016. július 2.     | Budapest, Budapest Open              |

Férfi
| Versenyző                                                 | Versenyszám      | Előfutam     | Előfutam     | Előfutam     | Elődöntő | Elődöntő | Elődöntő | Döntő     | Döntő    |
| Versenyző                                                 | Versenyszám      | Idő          | Hely.        | Össz.        | Idő      | Hely.    | Össz.    | Idő       | Helyezés |
| --------------------------------------------------------- | ---------------- | ------------ | ------------ | ------------ | -------- | -------- | -------- | --------- | -------- |
| Takács Krisztián                                          | 50 m gyors       | 22,12        | 6.           | 17.          | kiesett  | kiesett  | kiesett  | kiesett   | kiesett  |
| Bohus Richárd                                             | 100 m gyors      | 48,86        | 2.           | 24.          | kiesett  | kiesett  | kiesett  | kiesett   | kiesett  |
| Kozma Dominik                                             | 100 m gyors      | 48,92        | 3.           | 26.          | kiesett  | kiesett  | kiesett  | kiesett   | kiesett  |
| Kozma Dominik                                             | 200 m gyors      | 1:46,68      | 4.           | 12.          | 1:47,53  | 7.       | 15.      | kiesett   | kiesett  |
| Bernek Péter                                              | 200 m gyors      | 1:49,73      | 8.           | 37.          | kiesett  | kiesett  | kiesett  | kiesett   | kiesett  |
| Bernek Péter                                              | 400 m gyors      | 3:48,58      | 8.           | 21.          |          |          |          | kiesett   | kiesett  |
| Kis Gergő                                                 | 400 m gyors      | 3:54,15      | 4.           | 38.          |          |          |          | kiesett   | kiesett  |
| Rasovszky Kristóf                                         | 1500 m gyors     | 15:29,36     | 6.           | 35.          |          |          |          | kiesett   | kiesett  |
| Gyurta Gergely                                            | 1500 m gyors     | 15:06,24     | 7.           | 19.          |          |          |          | kiesett   | kiesett  |
| Gyurta Gergely                                            | 400 m vegyes     | 4:14,81      | 6.           | 11.          |          |          |          | kiesett   | kiesett  |
| Balog Gábor                                               | 100 m hát        | 54,48        | 6.           | 25.          | kiesett  | kiesett  | kiesett  | kiesett   | kiesett  |
| Telegdy Ádám                                              | 200 m hát        | 1:59,09      | 6.           | 19.          | kiesett  | kiesett  | kiesett  | kiesett   | kiesett  |
| Földházi Dávid                                            | 200 m hát        | 1:59,69      | 6.*          | 22.*         | kiesett  | kiesett  | kiesett  | kiesett   | kiesett  |
| Gyurta Dániel                                             | 100 m mell       | 1:00,26      | 6.           | 16.          | kiesett  | kiesett  | kiesett  | kiesett   | kiesett  |
| Gyurta Dániel                                             | 200 m mell       | 2:11,28      | 6.           | 17.          | kiesett  | kiesett  | kiesett  | kiesett   | kiesett  |
| Horváth Dávid                                             | 200 m mell       | 2:13,24      | 2.           | 30.          | kiesett  | kiesett  | kiesett  | kiesett   | kiesett  |
| Pulai Bence                                               | 100 m pillangó   | 52,73        | 7.           | 26.          | kiesett  | kiesett  | kiesett  | kiesett   | kiesett  |
| Cseh László                                               | 100 m pillangó   | 51,52        | 1.           | 2.           | 51,57    | 1.       | 4.       | 51,14     |          |
| Cseh László                                               | 200 m pillangó   | 1:55,14      | 1.           | 2.           | 1:55,18  | 1.       | 3.       | 1:56,24   | 7.       |
| Kenderesi Tamás                                           | 200 m pillangó   | 1:54,73      | 1.           | 1.           | 1:53,96  | 1.       | 1.       | 1:53,62   |          |
| Verrasztó Dávid                                           | 200 m vegyes     | visszalépett | visszalépett | visszalépett | kiesett  | kiesett  | kiesett  | kiesett   | kiesett  |
| Verrasztó Dávid                                           | 400 m vegyes     | 4:15,04      | 7.           | 12.          |          |          |          | kiesett   | kiesett  |
| Papp Márk                                                 | 10 km nyílt vízi |              |              |              |          |          |          | 1:53:11,7 | 13.      |
| Kozma Dominik Bohus Richárd Takács Krisztián Holoda Péter | 4 × 100 m gyors  | kizárták     | kizárták     | kizárták     |          |          |          | kiesett   | kiesett  |
| Bernek Péter Kis Gergő Grátz Benjámin Kozma Dominik       | 4 × 200 m gyors  | kizárták     | kizárták     | kizárták     |          |          |          | kiesett   | kiesett  |
| Balog Gábor Gyurta Dániel Pulai Bence Bohus Richárd       | 4 × 100 m vegyes | 3:33,89      | 5.           | 9.           |          |          |          | kiesett   | kiesett  |

1. ↑  Holtversenyben a 16. helyen végzett, a szétúszás előtt visszalépett
2. ↑  A váltót utólag kizárták, mert a váltóba nevezett versenyzőknek (Holló Balázs, Márton Richárd, Gyárfás Bence, Reményi Ármin, Pulai Vince) a szabályok szerint valamelyik versenyszámban indulniuk kellett volna, de ez nem történt meg.[79][80] Eredetileg 3:15,21 időeredménnyel, új országos rekorddal a futamában 7. helyen, összesítésben a 12. helyen végzett. A kizárás miatt az új országos rekord érvénytelen.
3. ↑  A váltót utólag kizárták, mert a váltóba nevezett versenyzőknek (Holló Balázs, Márton Richárd, Gyárfás Bence, Reményi Ármin, Pulai Vince) a szabályok szerint valamelyik versenyszámban indulniuk kellett volna, de ez nem történt meg.[79][80] Eredetileg 7:18,51 időeredménnyel a futamában 8. helyen, összesítésben a 16. helyen végzett.

Női
| Versenyző                                                                    | Versenyszám      | Előfutam     | Előfutam     | Előfutam     | Elődöntő   | Elődöntő | Elődöntő | Döntő      | Döntő    |
| Versenyző                                                                    | Versenyszám      | Idő          | Hely.        | Össz.        | Idő        | Hely.    | Össz.    | Idő        | Helyezés |
| ---------------------------------------------------------------------------- | ---------------- | ------------ | ------------ | ------------ | ---------- | -------- | -------- | ---------- | -------- |
| Molnár Flóra                                                                 | 50 m gyors       | 25,07        | 7.           | 25.          | kiesett    | kiesett  | kiesett  | kiesett    | kiesett  |
| Verrasztó Evelyn                                                             | 200 m gyors      | 1:59,44      | 6.           | 28.          | kiesett    | kiesett  | kiesett  | kiesett    | kiesett  |
| Késely Ajna                                                                  | 200 m gyors      | 1:59,20      | 7.           | 25.          | kiesett    | kiesett  | kiesett  | kiesett    | kiesett  |
| Késely Ajna                                                                  | 400 m gyors      | 4:12,40      | 6.           | 21.          |            |          |          | kiesett    | kiesett  |
| Kapás Boglárka                                                               | 400 m gyors      | 4:04,11      | 3.           | 7.           |            |          |          | 4:02,37 NR | 4.       |
| Kapás Boglárka                                                               | 800 m gyors      | 8:19,43 NR   | 2.           | 2.           |            |          |          | 8:16,37 NR |          |
| Risztov Éva                                                                  | 800 m gyors      | 8:33,36      | 1.           | 14.          |            |          |          | kiesett    | kiesett  |
| Risztov Éva                                                                  | 10 km nyílt vízi |              |              |              |            |          |          | 1:57:42,8  | 13.      |
| Olasz Anna                                                                   | 10 km nyílt vízi |              |              |              |            |          |          | 1:57:45,5  | 14.      |
| György Réka                                                                  | 200 m hát        | 2:12,99      | 7.           | 22.          | kiesett    | kiesett  | kiesett  | kiesett    | kiesett  |
| Sebestyén Dalma                                                              | 200 m mell       | 2:27,94      | 6.           | 19.          | kiesett    | kiesett  | kiesett  | kiesett    | kiesett  |
| Sztankovics Anna                                                             | 200 m mell       | 2:27,97      | 7.           | 20.          | kiesett    | kiesett  | kiesett  | kiesett    | kiesett  |
| Sztankovics Anna                                                             | 100 m mell       | 1:08,06      | 3.           | 24.          | kiesett    | kiesett  | kiesett  | kiesett    | kiesett  |
| Szilágyi Liliána                                                             | 100 m pillangó   | 57,70        | 3.           | 9.           | 58,31      | 6.       | 12.      | kiesett    | kiesett  |
| Szilágyi Liliána                                                             | 200 m pillangó   | 2:06,99      | 3.           | 4.           | 2:07,34    | 6.       | 10.      | kiesett    | kiesett  |
| Jakabos Zsuzsanna                                                            | 200 m vegyes     | 2:11,69      | 3.           | 9.           | 2:12,05    | 5.       | 10.      | kiesett    | kiesett  |
| Jakabos Zsuzsanna                                                            | 400 m vegyes     | 4:38,52      | 6.           | 13.          |            |          |          | kiesett    | kiesett  |
| Hosszú Katinka                                                               | 400 m vegyes     | 4:28,58      | 1.           | 1.           |            |          |          | 4:26,36 WR |          |
| Hosszú Katinka                                                               | 100 m hát        | 59,13        | 3.           | 4.           | 58,94      | 2.       | 2.       | 58,45 NR   |          |
| Hosszú Katinka                                                               | 200 m hát        | 2:06,09 NR   | 1.           | 1.           | 2:06,03 NR | 1.       | 1.       | 2:06,05    |          |
| Hosszú Katinka                                                               | 200 m pillangó   | visszalépett | visszalépett | visszalépett | kiesett    | kiesett  | kiesett  | kiesett    | kiesett  |
| Hosszú Katinka                                                               | 200 m vegyes     | 2:07,45 OR   | 1.           | 1.           | 2:08,13    | 1.       | 2.       | 2:06,58 OR |          |
| Jakabos Zsuzsanna Késely Ajna Kapás Boglárka Hosszú Katinka Verrasztó Evelyn | 4 × 200 m gyors  | 7:51,17      | 3.           | 5.           |            |          |          | 7:51,03    | 6.       |

* - egy másik versenyzővel azonos időt ért el

## Vitorlázás
Kvótaszerzők
| Név             | Versenyszám          | Kvótaszerzés dátuma  | Kvótaszerzés helye                       |
| Berecz Zsombor  | férfi finn dingi     | 2014. szeptember 20. | Santander, világbajnokság                |
| Tomai Balázs    | férfi laser standard | 2015. július 6.      | Kingston, világbajnokság                 |
| Gádorfalvi Áron | férfi szörf          | 2015. október 23.    | Al-Musannah Sports City, világbajnokság  |
| Érdi Mária      | női laser radial     | 2016. április 1.     | Palma de Mallorca, Trofeo Princesa Sofia |
| Cholnoky Sára   | női szörf            | 2016. április 1.     | Palma de Mallorca, Trofeo Princesa Sofia |

Férfi
| Versenyző       | Versenyszám     | Futam | Futam | Futam | Futam | Futam | Futam | Futam | Futam | Futam | Futam | Futam | Futam | Futam   | Pontszám | Helyezés |
| Versenyző       | Versenyszám     | 1     | 2     | 3     | 4     | 5     | 6     | 7     | 8     | 9     | 10    | 11    | 12    | É       | Pontszám | Helyezés |
| --------------- | --------------- | ----- | ----- | ----- | ----- | ----- | ----- | ----- | ----- | ----- | ----- | ----- | ----- | ------- | -------- | -------- |
| Gádorfalvi Áron | Szörfvitorlázás | 30.   | 28.   | 29.   | 25.   | 20.   | 20.   | 25.   | (37.) | 26.   | 27.   | 24.   | 23.   | kiesett | 277      | 25.      |
| Berecz Zsombor  | Finn dingi      | 9.    | (24.) | 5.    | 12.   | 1.    | 7.    | 12.   | 18.   | 16.   | 12.   |       |       | kiesett | 92       | 12.      |
| Vadnai Benjamin | Laser           | 9.    | 44.   | 21.   | 21.   | (47.) | 30.   | 30.   | 39.   | 29.   | 25.   |       |       | kiesett | 248      | 33.      |

Női
| Versenyző     | Versenyszám     | Futam | Futam | Futam | Futam | Futam | Futam | Futam | Futam | Futam | Futam | Futam | Futam | Futam   | Pontszám | Helyezés |
| Versenyző     | Versenyszám     | 1     | 2     | 3     | 4     | 5     | 6     | 7     | 8     | 9     | 10    | 11    | 12    | É       | Pontszám | Helyezés |
| ------------- | --------------- | ----- | ----- | ----- | ----- | ----- | ----- | ----- | ----- | ----- | ----- | ----- | ----- | ------- | -------- | -------- |
| Cholnoky Sára | Szörfvitorlázás | 22.   | 14.   | 21.   | 19.   | 23.   | 24.   | 13.   | 22.   | 25.   | (27.) | 25.   | 27.   | kiesett | 235      | 23.      |
| Érdi Mária    | Laser radial    | 20.   | 22.   | 1.    | 5.    | (26.) | 20.   | 10.   | 18.   | 9.    | 20.   |       |       | kiesett | 125      | 14.      |

## Vívás
Kvótaszerzők
| Név           | Versenyszám             | Kvótaszerzés dátuma | Kvótaszerzés helye      |
| Boczkó Gábor  | férfi párbajtőr, csapat | 2016. február 15.   | világranglista-helyezés |
| Imre Géza     | férfi párbajtőr, csapat | 2016. február 15.   | világranglista-helyezés |
| Rédli András  | férfi párbajtőr, csapat | 2016. február 15.   | világranglista-helyezés |
| Somfai Péter  | férfi párbajtőr, csapat | 2016. február 15.   | világranglista-helyezés |
| Mohamed Aida  | női tőr, egyéni         | 2016. március 13.   | világranglista-helyezés |
| Knapek Edina  | női tőr, egyéni         | 2016. március 13.   | világranglista-helyezés |
| Szász Emese   | női párbajtőr, egyéni   | 2016. március 20.   | világranglista-helyezés |
| Decsi Tamás   | férfi kard, egyéni      | 2016. március 26.   | világranglista-helyezés |
| Szilágyi Áron | férfi kard, egyéni      | 2016. március 26.   | világranglista-helyezés |
| Márton Anna   | női kard, egyéni        | 2016. március 26.   | világranglista-helyezés |

Férfi
| Versenyző                                        | Versenyszám       | Selejtező                         | 32-es főtábla                      | Nyolcaddöntő                        | Negyeddöntő                                                             | Elődöntő                                                                       | Bronz- mérkőzés                                                                                  | Döntő                       | Helyezés |
| Versenyző                                        | Versenyszám       | Ellenfél Eredmény                 | Ellenfél Eredmény                  | Ellenfél Eredmény                   | Ellenfél Eredmény                                                       | Ellenfél Eredmény                                                              | Ellenfél Eredmény                                                                                | Ellenfél Eredmény           | Helyezés |
| ------------------------------------------------ | ----------------- | --------------------------------- | ---------------------------------- | ----------------------------------- | ----------------------------------------------------------------------- | ------------------------------------------------------------------------------ | ------------------------------------------------------------------------------------------------ | --------------------------- | -------- |
| Boczkó Gábor                                     | Párbajtőr, egyéni | erőnyerő                          | Alexandre Bouzaid (SEN) · 15–9     | Imre Géza (HUN) · 8–15              | kiesett                                                                 | kiesett                                                                        | kiesett                                                                                          | kiesett                     | 13.      |
| Imre Géza                                        | Párbajtőr, egyéni | erőnyerő                          | John Édison Rodríguez (COL) · 15–8 | Boczkó Gábor (HUN) · 15–8           | Nikolai Novosjolov (EST) · 15–9                                         | Gauthier Grumier (FRA) · 15–13                                                 |                                                                                                  | Pak Szangjong (KOR) · 14–15 |          |
| Rédli András                                     | Párbajtőr, egyéni | Abdulaziz Al-Shatti (IOA) · 14–13 | Yannick Borel (FRA) · 9–15         | kiesett                             | kiesett                                                                 | kiesett                                                                        | kiesett                                                                                          | kiesett                     | 28.      |
| Decsi Tamás                                      | Kard, egyéni      |                                   | Nyikolaj Kovaljov (RUS) · 10–15    | kiesett                             | kiesett                                                                 | kiesett                                                                        | kiesett                                                                                          | kiesett                     | 26.      |
| Szilágyi Áron                                    | Kard, egyéni      |                                   | Julián Ayala (MEX) · 15–9          | Aljakszandr Bujkevics (BLR) · 15–12 | Tiberiu Dolniceanu (ROU) · 15–10                                        | Kim Dzsonghvan (KOR) · 15–12                                                   |                                                                                                  | Daryl Homer (USA) · 15–8    |          |
| Boczkó Gábor Imre Géza Rédli András Somfai Péter | Párbajtőr, csapat |                                   |                                    | erőnyerő                            | Dél-Korea (KOR) · Csong Dzsinszon · Pak Kjongdu · Pak Szangjong · 45–42 | Franciaország (FRA) · Yannick Borel · Gauthier Grumier · Daniel Jérent · 40–45 | Ukrajna (UKR) · Anatolij Herej · Makszim Hvoroszt · Dmitro Karjucsenko · Bohdan Nyikisin · 39–37 |                             |          |

Női
| Versenyző    | Versenyszám       | Selejtező         | 32-es főtábla                   | Nyolcaddöntő                              | Negyeddöntő               | Elődöntő                  | Bronz- mérkőzés   | Döntő                           | Helyezés |
| Versenyző    | Versenyszám       | Ellenfél Eredmény | Ellenfél Eredmény               | Ellenfél Eredmény                         | Ellenfél Eredmény         | Ellenfél Eredmény         | Ellenfél Eredmény | Ellenfél Eredmény               | Helyezés |
| ------------ | ----------------- | ----------------- | ------------------------------- | ----------------------------------------- | ------------------------- | ------------------------- | ----------------- | ------------------------------- | -------- |
| Mohamed Aida | Tőr, egyéni       | erőnyerő          | Saskia van Erven (COL) · 15–12  | Inna Gyeriglazova (RUS) · 6–15            | kiesett                   | kiesett                   | kiesett           | kiesett                         | 14.      |
| Knapek Edina | Tőr, egyéni       | erőnyerő          | Liu Jung-si (CHN) · 9–15        | kiesett                                   | kiesett                   | kiesett                   | kiesett           | kiesett                         | 19.      |
| Szász Emese  | Párbajtőr, egyéni | erőnyerő          | Julia Beljajeva (EST) · 15–11   | Kang Jongmi (Kang Young-mi) (KOR) · 15–11 | Szató Nozomi (JPN) · 15–4 | Lauren Rembi (FRA) · 10–6 |                   | Rossella Fiamingo (ITA) · 15–13 |          |
| Márton Anna  | Kard, egyéni      | erőnyerő          | Alejandra Benítez (VEN) · 15–14 | Manon Brunet (FRA) · 12–15                | kiesett                   | kiesett                   | kiesett           | kiesett                         | 10.      |

## Vízilabda
2013 novemberében Gergely István kétszeres olimpiai bajnok vízilabdázó, a magyar férfi válogatott kapusedzője így nyilatkozott: „[b]iztos vagyok benne, hogy a riói olimpia egy kifejezetten látványos sportesemény lesz. Ugyan mi vízilabdások szinte csak a képernyőn keresztül követtük eddig is a megnyitót vagy akár [a] többi sporteseményt, de az eredményesség legtöbbször sok lemondással jár. Rióban szeretnénk még az utolsó napon is játszani, mert ez azt jelentené, hogy éremért küzdhetünk majd. Addig még viszont rengeteg megmérettetés vár a csapatra.” Kemény Dénes, a Magyar Vízilabda-szövetség elnöke 2014 júliusában azt mondta, hogy a magyar női és a férfi válogatott edzőinek – Benedek Tibor és Merész András – emberi és szakmai adottságai arra predesztinálják a nemzeti csapatokat, hogy szép sikereket érjenek el az olimpián. Fábián László, a MOB sportigazgatója 2014 augusztusában a 2016-os olimpiai szereplésre utalva azt nyilatkozta, hogy a magyar férfi és női vízilabda-válogatottaknak „a világ legjobbjai között is helyük van”.

### Férfi
Kvótaszerzők
| Név               | Versenyszám     | Kvótaszerzés dátuma | Kvótaszerzés helye          |
| Magyar válogatott | férfi vízilabda | 2016. április 8.    | Trieszt, olimpiai selejtező |

Játékoskeret
| Magyar nemzeti férfi vízilabdacsapat-játékoskeret | Magyar nemzeti férfi vízilabdacsapat-játékoskeret | Magyar nemzeti férfi vízilabdacsapat-játékoskeret | Magyar nemzeti férfi vízilabdacsapat-játékoskeret | Magyar nemzeti férfi vízilabdacsapat-játékoskeret | Magyar nemzeti férfi vízilabdacsapat-játékoskeret |
| #                                                 | Név                                               | Poszt                                             | Születési idő                                     |                                                   |                                                   |
| ------------------------------------------------- | ------------------------------------------------- | ------------------------------------------------- | ------------------------------------------------- | ------------------------------------------------- | ------------------------------------------------- |
| 13                                                | Decker Attila                                     | K                                                 | 1987. augusztus 25. (28 évesen)                   |                                                   |                                                   |
| 7                                                 | Decker Ádám                                       | M                                                 | 1984. február 29. (32 évesen)                     |                                                   |                                                   |
| 4                                                 | Erdélyi Balázs                                    | M                                                 | 1990. február 16. (26 évesen)                     |                                                   |                                                   |
| 12                                                | Hárai Balázs                                      | M                                                 | 1987. április 5. (29 évesen)                      |                                                   |                                                   |
| 6                                                 | Hosnyánszky Norbert                               | M                                                 | 1984. március 4. (32 évesen)                      |                                                   |                                                   |
| 11                                                | Kis Gábor                                         | M                                                 | 1982. október 27. (33 évesen)                     |                                                   |                                                   |
| 3                                                 | Manhercz Krisztián                                | M                                                 | 1997. február 6. (19 évesen)                      |                                                   |                                                   |
| 1                                                 | Nagy Viktor                                       | K                                                 | 1984. július 24. (32 évesen)                      |                                                   |                                                   |
| 8                                                 | Szivós Márton                                     | M                                                 | 1981. augusztus 19. (34 évesen)                   |                                                   |                                                   |
| 9                                                 | Varga Dániel                                      | M                                                 | 1983. szeptember 25. (32 évesen)                  |                                                   |                                                   |
| 10                                                | Varga Dénes                                       | M                                                 | 1987. március 29. (29 évesen)                     |                                                   |                                                   |
| 5                                                 | Vámos Márton                                      | M                                                 | 1992. június 24. (24 évesen)                      |                                                   |                                                   |
| 2                                                 | Zalánki Gergő                                     | M                                                 | 1995. február 26. (21 évesen)                     |                                                   |                                                   |
| Szövetségi kapitány: Benedek Tibor                |                                                   |                                                   |                                                   |                                                   |                                                   |

#### Eredmények
Csoportkör
A csoport
| Hely. | Csapat             | M | Gy | D | V | G+ | G– | Gk  | P | Továbbjutás |
| ----- | ------------------ | - | -- | - | - | -- | -- | --- | - | ----------- |
| 1.    | Magyarország (HUN) | 5 | 2  | 3 | 0 | 57 | 43 | +14 | 7 | Negyeddöntő |
| 2.    | Görögország (GRE)  | 5 | 2  | 2 | 1 | 41 | 40 | +1  | 6 | Negyeddöntő |
| 3.    | Brazília (BRA) (R) | 5 | 3  | 0 | 2 | 40 | 39 | +1  | 6 | Negyeddöntő |
| 4.    | Szerbia (SRB)      | 5 | 2  | 2 | 1 | 49 | 44 | +5  | 6 | Negyeddöntő |
| 5.    | Ausztrália (AUS)   | 5 | 2  | 1 | 2 | 44 | 40 | +4  | 5 |             |
| 6.    | Japán (JPN)        | 5 | 0  | 0 | 5 | 36 | 61 | −25 | 0 |             |

| 2016. augusztus 6. 9:00 (14:00) | Szerbia (SRB)        | 13–13       | Magyarország (HUN) | Maria Lenk Aquatic Center, Rio de Janeiro Játékvezetők: Adrian Alexandrescu (ROU), Radoslaw Koryzna (POL) |
| 2016. augusztus 6. 9:00 (14:00) | (3–5, 3–4, 3–2, 4–2) |             |                    | Maria Lenk Aquatic Center, Rio de Janeiro Játékvezetők: Adrian Alexandrescu (ROU), Radoslaw Koryzna (POL) |
| 2016. augusztus 6. 9:00 (14:00) | Filipović 3          | Jegyzőkönyv | Hosnyánszky 3      | Maria Lenk Aquatic Center, Rio de Janeiro Játékvezetők: Adrian Alexandrescu (ROU), Radoslaw Koryzna (POL) |

| 2016. augusztus 8. 13:00 (18:00) | Magyarország (HUN)   | 9–9         | Ausztrália (AUS) | Maria Lenk Aquatic Center, Rio de Janeiro Játékvezetők: Boris Margeta (SLO), Filippo Gomez (ITA) |
| 2016. augusztus 8. 13:00 (18:00) | (4–3, 2–2, 1–3, 2–1) |             |                  | Maria Lenk Aquatic Center, Rio de Janeiro Játékvezetők: Boris Margeta (SLO), Filippo Gomez (ITA) |
| 2016. augusztus 8. 13:00 (18:00) | három játékos 2      | Jegyzőkönyv | Campbell 4       | Maria Lenk Aquatic Center, Rio de Janeiro Játékvezetők: Boris Margeta (SLO), Filippo Gomez (ITA) |

| 2016. augusztus 10. 10:20 (15:20) | Görögország (GRE)    | 8–8         | Magyarország (HUN) | Maria Lenk Aquatic Center, Rio de Janeiro Játékvezetők: Nenad Peris (CRO), Mark Koganov (AZE) |
| 2016. augusztus 10. 10:20 (15:20) | (1–2, 1–1, 4–2, 2–3) |             |                    | Maria Lenk Aquatic Center, Rio de Janeiro Játékvezetők: Nenad Peris (CRO), Mark Koganov (AZE) |
| 2016. augusztus 10. 10:20 (15:20) | Vlahópulosz 3        | Jegyzőkönyv | Hárai 3            | Maria Lenk Aquatic Center, Rio de Janeiro Játékvezetők: Nenad Peris (CRO), Mark Koganov (AZE) |

| 2016. augusztus 12. 9:00 (14:00) | Magyarország (HUN)   | 17–7        | Japán (JPN) | Maria Lenk Aquatic Center, Rio de Janeiro Játékvezetők: Stanko Ivanovski (MNE), Masoud Rezvani (IRI) |
| 2016. augusztus 12. 9:00 (14:00) | (5–1, 6–2, 2–2, 4–2) |             |             | Maria Lenk Aquatic Center, Rio de Janeiro Játékvezetők: Stanko Ivanovski (MNE), Masoud Rezvani (IRI) |
| 2016. augusztus 12. 9:00 (14:00) | Kis 5                | Jegyzőkönyv | Takei 3     | Maria Lenk Aquatic Center, Rio de Janeiro Játékvezetők: Stanko Ivanovski (MNE), Masoud Rezvani (IRI) |

| 2016. augusztus 14. 20:50 (1:50) | Brazília (BRA)       | 6–10        | Magyarország (HUN) | Olympic Aquatics Stadium, Rio de Janeiro Játékvezetők: Francesc Buch (ESP), Stanko Ivanovski (MNE) |
| 2016. augusztus 14. 20:50 (1:50) | (0–3, 1–2, 3–3, 2–2) |             |                    | Olympic Aquatics Stadium, Rio de Janeiro Játékvezetők: Francesc Buch (ESP), Stanko Ivanovski (MNE) |
| 2016. augusztus 14. 20:50 (1:50) | Gomes, Perrone 2     | Jegyzőkönyv | három játékos 2    | Olympic Aquatics Stadium, Rio de Janeiro Játékvezetők: Francesc Buch (ESP), Stanko Ivanovski (MNE) |

Negyeddöntő
| 2016. augusztus 16. 11:00 (16:00) | Magyarország (HUN)   | 9–9         | Montenegró (MNE) | Olympic Aquatics Stadium, Rio de Janeiro Játékvezetők: Mark Koganov (AZE), Joseph Peila (USA) |
| 2016. augusztus 16. 11:00 (16:00) | (1–2, 2–3, 3–3, 3–1) |             |                  | Olympic Aquatics Stadium, Rio de Janeiro Játékvezetők: Mark Koganov (AZE), Joseph Peila (USA) |
| 2016. augusztus 16. 11:00 (16:00) | Erdélyi, Vámos 3     | Jegyzőkönyv | Ivović 3         | Olympic Aquatics Stadium, Rio de Janeiro Játékvezetők: Mark Koganov (AZE), Joseph Peila (USA) |
| 2016. augusztus 16. 11:00 (16:00) | Büntetőpárbaj:       |             |                  | Olympic Aquatics Stadium, Rio de Janeiro Játékvezetők: Mark Koganov (AZE), Joseph Peila (USA) |
| 2016. augusztus 16. 11:00 (16:00) | 2–4                  |             |                  | Olympic Aquatics Stadium, Rio de Janeiro Játékvezetők: Mark Koganov (AZE), Joseph Peila (USA) |

Az 5–8. helyért
| 2016. augusztus 18. 11:00 (16:00) | Magyarország (HUN)    | 13–4        | Brazília (BRA) | Olympic Aquatics Stadium, Rio de Janeiro Játékvezetők: Filippo Gomez (ITA), Masoud Rezvani (IRI) |
| 2016. augusztus 18. 11:00 (16:00) | (4–1, 3–0, 3–3 , 3–0) |             |                | Olympic Aquatics Stadium, Rio de Janeiro Játékvezetők: Filippo Gomez (ITA), Masoud Rezvani (IRI) |
| 2016. augusztus 18. 11:00 (16:00) | Erdélyi 4             | Jegyzőkönyv | Delgado 2      | Olympic Aquatics Stadium, Rio de Janeiro Játékvezetők: Filippo Gomez (ITA), Masoud Rezvani (IRI) |

Az 5. helyért
| 2016. augusztus 20. 16:30 (21:30) | Magyarország (HUN)   | 12–10       | Görögország (GRE) | Olympic Aquatics Stadium, Rio de Janeiro Játékvezetők: Mark Koganov (AZE), Joseph Peila (USA) |
| 2016. augusztus 20. 16:30 (21:30) | (2–1, 4–4, 3–3, 3–2) |             |                   | Olympic Aquatics Stadium, Rio de Janeiro Játékvezetők: Mark Koganov (AZE), Joseph Peila (USA) |
| 2016. augusztus 20. 16:30 (21:30) | Kis, Zalánki 3       | Jegyzőkönyv | négy játékos 2    | Olympic Aquatics Stadium, Rio de Janeiro Játékvezetők: Mark Koganov (AZE), Joseph Peila (USA) |

| Csapat             | Helyezés |
| ------------------ | -------- |
| Magyarország (HUN) | 5.       |

### Női
Kvótaszerzők
| Név               | Versenyszám   | Kvótaszerzés dátuma | Kvótaszerzés helye                     |
| ----------------- | ------------- | ------------------- | -------------------------------------- |
| Magyar válogatott | női vízilabda | 2016.01.22.         | 2016-os női vízilabda-Európa-bajnokság |

Játékoskeret
| Magyar nemzeti női vízilabdacsapat-játékoskeret | Magyar nemzeti női vízilabdacsapat-játékoskeret | Magyar nemzeti női vízilabdacsapat-játékoskeret | Magyar nemzeti női vízilabdacsapat-játékoskeret | Magyar nemzeti női vízilabdacsapat-játékoskeret | Magyar nemzeti női vízilabdacsapat-játékoskeret |
| #                                               | Név                                             | Poszt                                           | Magasság                                        | Súly                                            | Születési idő                                   |
| ----------------------------------------------- | ----------------------------------------------- | ----------------------------------------------- | ----------------------------------------------- | ----------------------------------------------- | ----------------------------------------------- |
| 1                                               | Gangl Edina                                     | K                                               | 180                                             | 70                                              | 1990. június 25. (26 évesen)                    |
| 13                                              | Kasó Orsolya                                    | K                                               | 179                                             | 69                                              | 1988. november 22. (27 évesen)                  |
| 3                                               | Antal Dóra                                      | M                                               | 168                                             | 60                                              | 1993. szeptember 9. (22 évesen)                 |
| 10                                              | Bujka Barbara                                   | M                                               | 175                                             | 84                                              | 1986. szeptember 5. (29 évesen)                 |
| 2                                               | Czigány Dóra                                    | M                                               | 170                                             | 62                                              | 1992. október 23. (23 évesen)                   |
| 11                                              | Csabai Dóra                                     | M                                               | 179                                             | 69                                              | 1989. április 20. (27 évesen)                   |
| 12                                              | Garda Krisztina                                 | M                                               | 170                                             | 71                                              | 1994. július 16. (22 évesen)                    |
| 7                                               | Illés Anna                                      | M                                               | 180                                             | 73                                              | 1994. február 21. (22 évesen)                   |
| 8                                               | Keszthelyi Rita                                 | M                                               | 177                                             | 70                                              | 1991. december 10. (24 évesen)                  |
| 4                                               | Kisteleki Hanna                                 | M                                               | 173                                             | 62                                              | 1991. március 10. (25 évesen)                   |
| 5                                               | Szűcs Gabriella                                 | M                                               | 183                                             | 71                                              | 1988. március 7. (28 évesen)                    |
| 6                                               | Takács Orsolya                                  | M                                               | 190                                             | 85                                              | 1985. május 20. (31 évesen)                     |
| 9                                               | Tóth Ildikó                                     | M                                               | 176                                             | 64                                              | 1987. április 23. (29 évesen)                   |
| Szövetségi kapitány: Bíró Attila                |                                                 |                                                 |                                                 |                                                 |                                                 |

#### Eredmények
Csoportkör
B csoport
| Csapat                 | M | Gy | D | V | G+ | G– | Gk  | P |
| ---------------------- | - | -- | - | - | -- | -- | --- | - |
| Egyesült Államok (USA) | 3 | 3  | 0 | 0 | 34 | 14 | +20 | 6 |
| Spanyolország (ESP)    | 3 | 2  | 0 | 1 | 27 | 29 | –2  | 4 |
| Magyarország (HUN)     | 3 | 1  | 0 | 2 | 29 | 33 | –4  | 2 |
| Kína (CHN)             | 3 | 0  | 0 | 3 | 23 | 37 | –14 | 0 |

| 2016. augusztus 9. 9:00 (14:00) | Kína (CHN)           | 11–13       | Magyarország (HUN) | Maria Lenk Aquatic Center, Rio de Janeiro Játékvezetők: Nenad Peris (CRO), Georgios Stavridis (GRE) |
| 2016. augusztus 9. 9:00 (14:00) | (2–2, 4–4, 3–6, 2–1) |             |                    | Maria Lenk Aquatic Center, Rio de Janeiro Játékvezetők: Nenad Peris (CRO), Georgios Stavridis (GRE) |
| 2016. augusztus 9. 9:00 (14:00) | Ma, Niu 3            | Jegyzőkönyv | Czigány 4          | Maria Lenk Aquatic Center, Rio de Janeiro Játékvezetők: Nenad Peris (CRO), Georgios Stavridis (GRE) |

| 2016. augusztus 11. 13:00 (18:00) | Spanyolország (ESP)  | 11–10       | Magyarország (HUN) | Maria Lenk Aquatic Center, Rio de Janeiro Játékvezetők: Marie-Claude Deslières (CAN), Vojin Putniković (SRB) |
| 2016. augusztus 11. 13:00 (18:00) | (2–2, 4–4, 4–1, 1–3) |             |                    | Maria Lenk Aquatic Center, Rio de Janeiro Játékvezetők: Marie-Claude Deslières (CAN), Vojin Putniković (SRB) |
| 2016. augusztus 11. 13:00 (18:00) | négy játékos 2       | Jegyzőkönyv | Bujka 4            | Maria Lenk Aquatic Center, Rio de Janeiro Játékvezetők: Marie-Claude Deslières (CAN), Vojin Putniković (SRB) |

| 2016. augusztus 13. 13:00 (18:00) | Magyarország (HUN)   | 6–11        | Egyesült Államok (USA) | Maria Lenk Aquatic Center, Rio de Janeiro Játékvezetők: Marie-Claude Deslières (CAN), Diana Dutilh-Dumas (NED) |
| 2016. augusztus 13. 13:00 (18:00) | (2–2, 1–5, 1–1, 2–3) |             |                        | Maria Lenk Aquatic Center, Rio de Janeiro Játékvezetők: Marie-Claude Deslières (CAN), Diana Dutilh-Dumas (NED) |
| 2016. augusztus 13. 13:00 (18:00) | Szűcs 2              | Jegyzőkönyv | Steffens 4             | Maria Lenk Aquatic Center, Rio de Janeiro Játékvezetők: Marie-Claude Deslières (CAN), Diana Dutilh-Dumas (NED) |

Negyeddöntő
| 2016. augusztus 15. 15:30 (20:30) | Ausztrália (AUS)     | 8–8         | Magyarország (HUN)  | Maria Lenk Aquatic Center, Rio de Janeiro Játékvezetők: Francesc Buch (ESP), Vojin Putniković (SRB) |
| 2016. augusztus 15. 15:30 (20:30) | (3–1, 2–2, 2–3, 1–2) |             |                     | Maria Lenk Aquatic Center, Rio de Janeiro Játékvezetők: Francesc Buch (ESP), Vojin Putniković (SRB) |
| 2016. augusztus 15. 15:30 (20:30) | Southern 3           | Jegyzőkönyv | Bujka, Keszthelyi 2 | Maria Lenk Aquatic Center, Rio de Janeiro Játékvezetők: Francesc Buch (ESP), Vojin Putniković (SRB) |
| 2016. augusztus 15. 15:30 (20:30) | Büntetőpárbaj:       |             |                     | Maria Lenk Aquatic Center, Rio de Janeiro Játékvezetők: Francesc Buch (ESP), Vojin Putniković (SRB) |
| 2016. augusztus 15. 15:30 (20:30) | 3–5                  |             |                     | Maria Lenk Aquatic Center, Rio de Janeiro Játékvezetők: Francesc Buch (ESP), Vojin Putniković (SRB) |

Elődöntő
| 2016. augusztus 17. 16:30 (21:30) | Magyarország (HUN)   | 10–14       | Egyesült Államok (USA) | Maria Lenk Aquatic Center, Rio de Janeiro Játékvezetők: Daniel Flahive (AUS), Georgios Stavridis (GRE) |
| 2016. augusztus 17. 16:30 (21:30) | (2–3, 3–5, 3–4, 2–2) |             |                        | Maria Lenk Aquatic Center, Rio de Janeiro Játékvezetők: Daniel Flahive (AUS), Georgios Stavridis (GRE) |
| 2016. augusztus 17. 16:30 (21:30) | Keszthelyi 4         | Jegyzőkönyv | Steffens 4             | Maria Lenk Aquatic Center, Rio de Janeiro Játékvezetők: Daniel Flahive (AUS), Georgios Stavridis (GRE) |

Bronzmérkőzés
| 2016. augusztus 19. 11:20 (16:20) | Oroszország (RUS)    | 12–12       | Magyarország (HUN) | Maria Lenk Aquatic Center, Rio de Janeiro Játékvezetők: Diana Dutilh-Dumas (NED), Fillippo Gomez (ITA) |
| 2016. augusztus 19. 11:20 (16:20) | (3–3, 4–3, 1–3, 4–3) |             |                    | Maria Lenk Aquatic Center, Rio de Janeiro Játékvezetők: Diana Dutilh-Dumas (NED), Fillippo Gomez (ITA) |
| 2016. augusztus 19. 11:20 (16:20) | Fedotova 5           | Jegyzőkönyv | Bujka 3            | Maria Lenk Aquatic Center, Rio de Janeiro Játékvezetők: Diana Dutilh-Dumas (NED), Fillippo Gomez (ITA) |
| 2016. augusztus 19. 11:20 (16:20) | Büntetőpárbaj:       |             |                    | Maria Lenk Aquatic Center, Rio de Janeiro Játékvezetők: Diana Dutilh-Dumas (NED), Fillippo Gomez (ITA) |
| 2016. augusztus 19. 11:20 (16:20) | 7–6                  |             |                    | Maria Lenk Aquatic Center, Rio de Janeiro Játékvezetők: Diana Dutilh-Dumas (NED), Fillippo Gomez (ITA) |

| Csapat             | Helyezés |
| ------------------ | -------- |
| Magyarország (HUN) | 4.       |